# プレデター (架空の生物)
プレデター （Predator, Yautja, Hish）は、映画『プレデター』シリーズ、および『エイリアンVSプレデター』シリーズに登場する架空の異星人、地球外生命体。同系作のコミック、小説、ゲーム等にも登場した。なお、Yautja、Hishはコミック版で登場する半公式的な種族名称である。

## 登場作品

### 映画
- プレデター （以下『プレデター』）
- プレデター2 （以下『2』）
- エイリアンVSプレデター （以下『AVP』）
- エイリアンズVSプレデター （以下『AVP2』）
- プレデターズ（Predetaors（film）） （以下『プレデターズ』）
- ザ・プレデター
- プレデター:ザ・プレイ
- Badlands(原題)

### ゲーム
- エイリアンVSプレデター（ゲーム）
- プレデター・コンクリート・ジャングル（ゲーム）
- プレデター ハンティンググラウンズ（ゲーム）
- エイリアンVSプレデターシリーズ
  - エイリアンVSプレデター（シリーズ）（Alien vs. Predetaor series）
  - モータルコンバットX(DLC限定)

### コミック
- プレデター: 1718
- プレデター: コンクリート・ジャングル
- プレデター（コミック）（Predetaor（comic book））
- エイリアンVSプレデター（コミック）（Aliens versus Predetaor（comic book））
- スーパーマンVSプレデター（Superman vs. Predator）
- バットマンVSプレデター（Batman Versus Predator）
- スーパーマン&バットマンVSエイリアン&プレデター（Superman and Batman versus Aliens and Predator)
- JLA VS プレデター(JLA vs. Predator)
- プレデターVSジャッジ・ドレッド（Predator vs. Judge Dredd）
- エイリアンVSプレデターVSターミネーター（Aliens versus Predator versus The Terminator）

### 小説
- プレデター（小説）(Predetaor（novel series）)

以下に記述された設定は、版元である20世紀FOXが統一された設定を定めていないこと、作品ごとに監督以下スタッフが違い見解が異なること、コミックなどでのみ登場するような半公式の設定が多いことなどから、いまなお不明瞭な部分が多い。

## 概説
宇宙の様々な惑星を渡り歩き、その惑星に生息する「攻撃力（兵器力）に富み危険性の高い動物を狩猟すること」を重要な民族的文化としている、人型知的生命体である。劇中では「奴」「アイツ」「宇宙人」「悪魔」などとしか呼ばれないため、彼ら固有の種名、民族名といったものは不明。作品タイトルでもある「プレデター」とは視聴・製作者側の視点に立った呼称で、シリーズ第1作において彼らが獲物を1体ずつ殺す姿が、捕食動物（プレデター）を彷彿とさせることによる。映画公開当時、それまで宇宙人が地球を侵略する海外のSF作品では、ロボットや超ハイテク兵器を駆使した大量殺戮や、エイリアンのようにひたすら人間に襲いかかる怪物や怪獣が常識であったため、プレデターのように地球人以上の科学技術を持つ知能がありながら、あえて原始的な狩りを好む「野蛮な宇宙人」は斬新だった。「高度な」文明だが「野蛮な」文化という人間臭さを持つ宇宙人は、映画『メン・イン・ブラック』など以降のSFで散見されるようになった。
80年代の対宇宙人モノのSFパニックアクション映画としては、「エイリアン」と並んで名高い知名度があり、後に両者はタイアップして「エイリアンVSプレデター」が制作されシリーズ化された。

## プレデターのデザイン
映画『プレデター』の制作当初は、完成品と大幅に違い、昆虫のようなデザインだった。その後デザイン変更にあたり、特殊メイクアップアーティストのスタン・ウィンストンは　ジャマイカの戦士の絵を基にしたとしている。
後年の映画『プレデターズ』への過程にて、そのデザインは次第に変貌を遂げていくことになる。

## 特徴

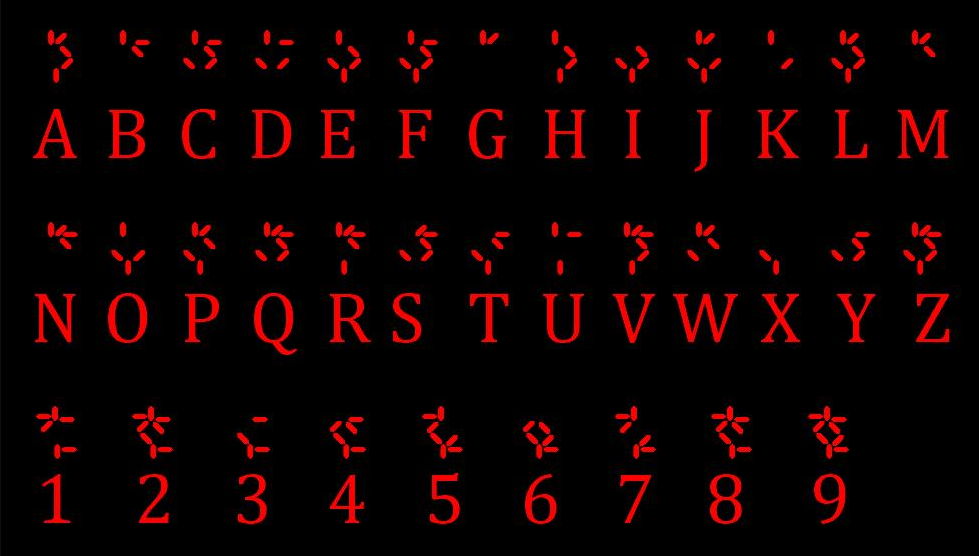
プレデターの使用している文字を、　　　　　アルファベット・数字に置き換えたもの。

運動能力
地球人類と同じく直立二足歩行を行う。また、人類よりも遙かに筋力に優れるため、  高木の樹幹や建造物の壁を易々とよじのぼり、それらの間を飛び移ることもできる。
コミュニケーション能力
独自の文字体系を持っており、デジタル書体は7セグメントディスプレイに似る。あくまで作中外の設定ではあるが、
人類の使用するアルファベット・数字に置き換えることができる。
　　　　　
　　
　　
　　
　　
　　
　　
　　
　　
　　　
人語もある程度は理解し、その気になれば話すこと（それが会話として成立するかどうかは別として）もできるようである。
『プレデターズ』では会話こそしていないものの、以前のシリーズよりもはっきりと言語を理解する様子が描写された。『AVP』では握りこんだ自身の拳を勢い良く開くジェスチャーで自爆装置の情報を伝えており、感性は人間と共通する部分もある。
種族独自のボディ・ランゲージがあり、肩に手を置くのは挨拶、拳を眉に当てるのは承認を意味する。
多くの作品において、低い顫動音を頻繁に鳴らしていることが確認できる。
戦いの前には戦意の高揚や獲物に対する威嚇のため、雄たけびを上げることもある。
また、攻撃された時に沈黙しているのは、人間に当てはめると悲鳴を上げている状態にあたる。作中で負った傷を医療キットで自ら処置する際に叫び声を上げているが、その理由は不明。歯牙をむき出したり、
顎を広げて見せるのは闘志の表れとされる。映像作品でプレデター同士の間で明確に言葉による意思の疎通が
行われた例はないが、コミックなどの媒体によってはいくつかの単語が登場している。
言語対応一覧
| 単語          | 意味                           |
| ------------- | ------------------------------ |
| kainde amedha | 硬い肉（エイリアンを意味する） |
| te'dqi        | エイリアンの分泌液             |
| thwei         | 血                             |
| H'chak        | 慈悲                           |
| thei-de       | 死                             |
| Dhi'ki-de     | ひん死の眠り                   |
| U'sl-kwe      | 最期の休息                     |
| Bpi-de        | 最期                           |
| Ki'cti-pa     | リスト・ブレイド               |

## 身体的特徴
地球外知的生命体の中でもいわゆるヒューマノイドタイプの宇宙人に類別される特徴を備え、身体の基本的レイアウトは地球人と同じである。すなわち、1対の腕、1対の脚部を持つ。手も足も指は5本。筋肉質な体型をしている。別の設定では身長：250cm、体重：115 - 160kgともされている。女性は男性よりやや大きい
頭部における顕著な特徴の1つに、口の部分が挙げられる。顔の下半分には2対4本の爪状口器が、正面から見て四角形を描くように配置されている。これは節足動物の大顎のようにそれぞれ独立して動かすことができる。4本すべてを大きく開く（下の2本は上の2本よりも可動域が大きいため、この状態を正面から見ると、上辺の短い台形を描く）と、その内側に地球人と同様の上下に開く顎（正確には歯と歯茎）が剥き出される、という二重構造になっており、その動きはカニなどの甲殻類を思わせる。その奥の咽頭は左右に開くよう描写されている。地球人のような鼻孔や耳介に相当する部位はない。1作目でも2作目でも、それぞれの主人公に「醜い顔だ」と評されている。
眉に当たる部分には棘状のものが生える。眼窩が大きく、それとは裏腹に目は小さい。頭部の側面から後頭部にかけては黒色で先細りの管が数十本生えており、ドレッドヘアーのようにも見える。これらは意識的に動かすことはできないが、皮膚に生えているだけの体毛ではなく、それぞれが骨格の一部として頭蓋骨に関節を介して接続されている（製作陣からは「ドレッド蟹」と呼ばれていた時期もあった）。
年齢を重ねると、顔面部の棘状物や外顎の牙の本数が増えていく（年長者であるエルダー・プレデター、成人を経ていることが明言されているクリーナーの外見から）。
体表には、爬虫類や水棲生物、昆虫類を連想させる模様や鱗が見受けられる。体色も、黄土や茶、緑、黒など爬虫類に近い色が多い。血液は昼でも強い蛍光を発する緑色で、その理由は基礎代謝に酸素を必要としないためにヘモグロビンを持たないうえ、外敵による攻撃を防御するために胆汁のような成分を含むのではないかと考えられている。
また、一部作品（『プレデター・コンクリート・ジャングル（ゲーム）』）では血液に特殊な成分が含まれており、人間が摂取すると虚弱体質の改善、肉体寿命の大幅な延長など様々な効果を発揮するとされている。
細胞構造は（エイリアンと比較すれば）地球人に近く、炭素を基本とした生命である。
入浴の習慣は持っていないらしく、作中（『2』）では体臭データを記録したセンサーで感知され光学迷彩中の動きを把握されたことがあるが、彼らと至近距離で対峙した映像作品の登場人物から体臭及び臭いの強さについて言及されたことは一度もなく、狩りの対象に気付かれるほどの体臭を放っているかは疑問が残るが、『ザ・プレイ』において光学迷彩状態のプレデターが接近した際、狼や熊などの野生動物はしきりに周囲の臭いを嗅いでいる描写はある。

## 身体能力
膂力、脚力、耐久力など、全てにおいて地球人類より遥かに高い水準にある。
人間を片手で掴み上げ投げ飛ばす、獲物の脊椎を道具を使わずに引き抜く、壁面に指を突き立ててよじ登るなどの強力な腕力を持ち、『AVP』シリーズには、エイリアンの二段顎を引きちぎってみせる者や、タックルで石柱をへし折ったりエイリアンをジャイアントスイングで投げ飛ばす者も登場した。『AVP2』に登場したクリーナーは一度に2体のエイリアンの　首を掴み、片手でそれぞれを締め上げるといった荒業を見せつけた。
脚力も極めて強力で、ジャングルの中であるにも拘わらず自動小銃による銃撃を掻い潜り獲物の至近距離に急接近して仕留め得る走力、素脚で樹上まで到達するほどの跳躍力、樹木から樹木、または高層ビルから高層ビルへと跳び回っての移動や、高所から落下しても無事に着地が可能なほどである。『ザ・プレデター』では、アサシンプレデター(アルティメット・プレデター)がクインと対峙したとき、10ｍ以上はあろうかという距離から跳び上がり、一気にクインの背後に着地するほどの跳躍力を披露している。
耐久力に関しては、攻撃されれば血を流しダメージを受けるが、個体差はあれど近距離から撃たれた拳銃弾数発や木材での打撃程度では致命傷にはならない。『2』に登場した個体は、小銃弾数発のかすり傷を受け、さらに至近距離からショットガンによるスラッグ弾の直撃を上半身に数発受けたにも拘らず失神しただけで死ぬことはなく、先のショットガンを床に叩き付けてへし折り、以後も左前腕を切断されながらも応急処置を施しただけで通常に戦闘を続行した。更に『プレデターズ』での個体はブービートラップに仕掛けられていた数弾もの手榴弾の爆発を至近距離で受けていながらも、多少意識が朦朧としただけで無傷で生きていられたなど地球人とは比較にならない体力と耐久力および回復力を持っており、地球人が格闘戦において彼等を殺害するには機関銃以上の火力を持つ銃器による銃撃、重量物を高所から落下させての直撃を不意打ちさせるか、プレデターの使用するレイザーディスクや日本刀のような強力な切断兵器での斬撃を与えるしかない。
1作目『プレデター』以来、赤外線を視覚化する（ヘビの持つピット器官に相当する）という特異な視覚を持っていることが描写されているが、赤外線を反射しない物（石やガラスなどの障害物）につまずかず活動できることから、プレデターは複数の視覚を持ち合わせているようである。ただし、全身に泥を纏って赤外線を遮断している人間や、炎が燃えている状況などでは獲物を視認し辛くなるという弱点があり、マスクの視覚化機能によって補っている。
聴覚も鋭く獲物の心音を聴き取ることができ、フェイスハガーが跳躍時に発する僅かな物音や背後から忍び寄るエイリアンの気配にも敏感に反応し対処することができる。
媒体によっては獲物の恐怖を感じ取ることができると解説されることがあるが、実際に作中でそうした超常的な能力が描写された例はない。
メタンガスによって呼吸しているが、地球の大気圏下でも活動は可能。ただし、活動が数時間以上におよぶ場合は呼吸用のマスクが必要（『2』）。
水泳にも優れており、鎧を身につけたまま水中へ飛び込んでも溺れることはない。

## 原住地
母星や原住惑星は謎に包まれている。『AVP2』ではプレデターが住む高温の惑星が登場しているが、原住惑星であるかは不明。母星を持たず、狩りをしながら宇宙を放浪する種族であるという説もある。
その強靭な肉体と特異な視覚から、重力が強く日光がきわめて少ない、あるいはまったく存在しない暗闇の環境で進化したのではないかと考えられている。

## 寿命
平均寿命は不明。2122年に惑星リュシで検査された男性プレデターは80歳ほどであったが、彼らの星系の時間単位を基準としていた可能性もあるため、正確な年齢は不明。

## 性別
高等生物であり性別の設定は存在するが、映像作品でそれらしい個体が登場したことはない。『AVP2』の設定集によると、女性も存在はしているものの狩りには出てこないとされている。狩りをしなくとも相棒として、女性に対し敬意を抱く男性もいる。
『プレデターズ』のコンセプトアートの中には女性型プレデターのデザインもあるが、採用されなかった。

## 習性

### 狩猟
狩猟を最重要視する文化を持ち、技の熟練と勝利と名誉をかけて狩りに臨む。
高度な科学技術を持つにもかかわらず、驚異的な身体能力を活かしての白兵戦を好む。
標的となる獲物がまだ数多く生存し、集団をなしている場合には彼等は概ね攻撃に際し慎重であり、光学迷彩で姿を消したうえで、樹上などの高所からプラズマキャノン等による狙撃を行う。獲物の数を1匹、また1匹と減らしていき、残り1〜数名になった場合や、獲物が集団から離れて単独〜少数行動をしている場合、あるいは何らかの理由で自分がプラズマキャノン等の射撃武装を所持していない場合には白兵戦を実施する。だが『プレデター2』では、キース率いる特殊部隊を頭上から奇襲する場合には最初から棍棒に相当する武器を手にしての白兵戦を仕掛け、一気に敵を仕留める戦法をとった。
『プレデター』では刃物を使った近接格闘戦は物語の後半に集中しており、全体を平均するとプラズマキャノン等の熱線銃で人間を撃ち仕留めるシーンのほうが多い。彼等の殺戮行動は光学迷彩により隠れながら人間を撃ち殺すなど、白兵戦というより地球人の動物狩りに近い狩猟であると予測でき、いずれにしてもそれを楽しんで行っている。
また、狩猟のスタイルには個人差もあるようで、『プレデター2』では多彩な武器を駆使し、大人数が集まっているところを強襲し、1人ずつではなくその場にいる武器を持っている者を皆殺しにするなどの差が見られる。
『プレデター2』の日本語字幕及び日本語吹替テレビ版で彼らは「戦場の熱に」（日本語吹替ソフト版では「熱の闘争」）引き寄せられると表現されているが、原文では「by heat and conflict」（暑さと衝突/闘争）である。つまり、戦闘状態が気温を上昇させている環境にやって来るという意味ではない。彼らプレデターのターゲットとなる銃器を持った人間が多数存在し、かつ彼らの好適気温である場所が、第二次大戦中の硫黄島、1970年代のカンボジアやベイルート、といった熱帯の紛争地域だったということである。シリーズ第1作で舞台となった南米の熱帯雨林でも、「悪魔」（プレデター）はいつでも出現するわけではなく、「いつもより暑い年」に現れると語られている。
戦場が放つ熱気に引き寄せられて出現する傾向がある。これは、彼らが銃器を持った危険な獲物を仕留めることにより大きな意義を感じていることと、故郷の生息環境が高温であることによるらしく、『AVP2』においては、大小2つの恒星に照らされ地表の各所をマグマが流れる惑星に拠点を持つ個体が登場しているが、この惑星が種族自体の母星であるかは明言されていない。
主に単独で行動するが、仲間と共に狩りや任務を行う場合は三人一組で行動する（『AVP』、『AVP2』、『プレデターズ』）。しんがりは最も若い者が受け持つが、これは名誉ある役割ではない。

### 掟
信条は「名誉なき者は一族にあらず。そして名誉のために戦わぬ者に名誉はない。」という彼らの言葉に表されている。
狩りの成功こそが最高の名誉とされる。また、狩りの中で戦死することはそれに次ぐ名誉とされている。
- 弱い獲物（武器を持たない者、女子供や年老いた者、癌などの致命的な病気を患っている者）は基本的に狩らない。
  - だが武器を所持していたり戦闘意欲を持っていれば、本来は除外されるべき弱者でも狩りの対象にする。『プレデター2』の地下鉄襲撃では、ギャング団や警察官だけではなく、銃を所持した一般乗客もプレデターによって殺されている。また同作では銃の玩具を持っていた子供に対し、一度レーザーサイトで照準するものの、それが玩具だと気づくと照準を外している。
  - 妊娠している女性は、たとえ武装していても胎児が無抵抗であるため、狩りの対象から除外される。
- 勇敢な戦い手を賞賛し、性別に関係無く敬意を表する。
  - 戦いにおいて勇気と闘志を示した者には、例えそれが同胞を殺した異種族であっても、敬意や賞賛の念のようなものを示すことがある。『2』ではハンタープレデターを倒したハリガンにかつて地球で収集した銃を渡し、『AVP』ではエイリアンを倒したレックスにスピアを渡している。また、コミック版『エイリアンVSプレデター』では、エイリアン集団との戦いに生き残ったマチコが後述の瘢痕文身を授けられ、その後出会った他のプレデターたちからも初対面ながら戦士として認められている。
  - 力を認めた相手には重要な装備であるマスクを外して格闘戦を挑むことにも、「獲物を狩る」ことと「強敵を打ち倒す」ことを区別する感覚が表現されている。
- 成人への通過儀礼としてエイリアン（彼ら曰く「虫」「硬い肉」「サーペント」）と闘う儀式を行なう。
  - 元々はコミックで登場した設定であり、作品ごとに差異はあるが、大まかには一定周期ごとに他の惑星で築いた神殿へ赴き、そこへエイリアンを放って狩りを行なうというものである。
  - もし、この儀式に失敗した場合はこれ以上エイリアンを増やさないため自爆装置を使用して広範囲を爆破し、殲滅する。
- 敗北した場合は自爆する。
  - 名誉の掟で定められている掟であり、自らの体が戦利品として奪われないための措置。彼らの優れた技術が他者の手に渡ることを阻止するためでもある[2]。ただし徹底されていない場合もあり、『2』のプレデターは故障したプラズマキャノンをその場に投棄し、スピアはハリガンに奪われ、いずれも処分できずに死亡している。
- 戦場では助け合わない。
  - 仲間に助けられることは不名誉なこと[2]とされ、『2』や『AVP』では仲間が人間やクイーンエイリアンに殺されかけている状況でも傍観している。
- 敵に捕まっても傀儡となってはならない。
  - 万が一、そのような状況になってしまった者は、同属の手で殺されることが名誉を回復する唯一の手段である。

　　なお、クリーナーやベルセルク(バーサーカー)など、これらの掟が適用されないプレデターも存在している。

### 氏族
氏族単位で行動する。それぞれの氏族において独自のしきたりを持っているが、名誉の掟と呼ばれる掟により固い紐帯を誇る。
『プレデターズ』では、プレデターの中にも人類の人種に相当する複数の種族が存在するという設定が追加されている。

### 階級
プレデターは狩りの中で、氏族に対し己の強さを常にアピールしなければならない。氏族の中における評価は最も新しい狩りにおける功績が反映される。階級を上げるため、時には仲間同士で戦うこともある。また、上位の者ほどより上質の装備を使い、良いポジションで狩りに挑むことができる。
長老
氏族のリーダー。狩りに対し絶対的な権力を持ち、狩りは必ず長老の立会いの下に行われる。直接狩場には赴かず、宇宙船に残り監視役としてふるまう。長老は狩りが「できない」のではなく、「しない」のだという暗黙の了解がある。
まだ血を見ぬ者
狩りの未経験者。
血塗られた者
最初の獲物の血で自らに刻印を刻んだ者。通常刻印はリーダーの手でなされるが、不在の場合は本人が自ら刻む。刻印は氏族によって違うため、その者が属する氏族を判別できる。
悪しき血
名誉の掟に背き、誇りを失った者を指す。敵に捕らえられその傀儡とされた者もこれに含まれ、このような者が出た場合は　かつて所属していた氏族から粛清を行うための戦士が遣わされる。

### 人間との関係
人間に対する考え方は氏族によって違い、高度な技術力によって武装した人間を「至高の獲物」として捉えている者たちがいる。そのため彼らは武装している人間のみを襲い、非武装の人間を獲物としない。一方で人間を知性のある生物として尊敬し、狩りの対象としない氏族もいる。だが多数の氏族にとって、人間は脆弱であるがゆえに獲物とみなされない存在である。
紀元前2000年ごろ地球に飛来し、人類に建築技術を与え神として崇められた。神殿を建造させ、100年ごとに成人の儀式のために地球を訪れ、エイリアンの宿主となる生贄を求めた。しかし、あるとき繁殖しすぎたエイリアンによって敗北し、全てをリセットするため自爆装置を用い南極の文明を消滅させた（『AVP』）。
狩りの対象でしかなかった人間との関係はシリーズを追うごとに濃くなっており、『AVP』においては友情にも近い人間との意思の疎通がなされている。コミュニケーションは可能で、同『AVP』においてスカー･プレデターがレックスに対し、すぼめた指を開いて爆発を表現したり、『ザ・プレデター』では、フジティブ･プレデターが自身に銃を向けるクインらに対して人質を盾にしながら人差し指を下に向け、銃を降ろすよう命令したり、アサシン･プレデターは地球人のパソコンを使用して地球人の言語をもって狩りを宣言した。
同じく『ザ・プレデター』では、地球温暖化に乗じて地球への移住を目論む氏族にとっての駆逐対象と見なされているが、その一方で優秀と認めた地球人を、進化(本編中では「アップグレード」と称している。)させるため、遺伝情報(脊髄液)を採取する標的としている。また同シリーズでは、フジティブ･プレデターによって、アサシン･プレデターらの地球侵攻に対抗するためのバトルスーツ「プレデターキラー」が提供されている。

### エイリアンとの関係
エイリアンは彼らにとって価値の高い獲物であり、その頭蓋骨はトロフィーに値する。
狩りのためにまずクイーンを捕獲し拘束する。電気刺激で強制的に卵を産ませ、これを遠隔操縦の機械で他の惑星へ植えつけ、エイリアンが繁殖したところで狩りを行う。候補とされる惑星は水、大気、宿主となる生物の存在などによって決定される。
卵は厳格に選別されているが、基準は不明。奇形およびクイーンが誕生すると予想される卵を排除しているという説もある。
エイリアンとの戦いにおいては瘢痕文身の処置を伴う場合もあり、エイリアンの死骸から絞り出した酸で自身の顔に文様を刻む事もある。

### 戦利品
獲物の頭蓋骨と脊柱（あるいはそれに該当する部分）をトロフィーとして収集する習慣を持つ。映画作品ではその対象は果敢に抵抗してきた獲物に限られ、『プレデター』ではビリー、『2』ではジェリーとキング・ウィリー、『プレデターズ』ではスタンズがその憂き目にあった。収集した頭蓋骨は、彼らの宇宙船の内部に陳列されている。
『2』で登場した陳列棚のなかにはエイリアンそっくりの頭蓋骨がある。
また、収集するに及ばない獲物をワイヤーやツタなどを用いて逆さに吊るし上げ、さらに皮を剥ぐ事もありこれらは示威及び相手の混乱を誘う為の行為である。

### 音声擬態
獲物である人間達のセリフをしばしば真似たり、録音して戦闘時に利用することもある。『プレデター』では狩猟対象者をおびき寄せるために、その仲間の「来いよ」という声を真似たり笑い声を真似た。『2』では子供がプレデターに話しかけてきた、「キャンディー食べる？」という言葉を狩猟対象に対して発言しており、プレデター・ハンターがいたく気に入ったのかは不明だが、麻薬ギャングの1人の発した「災難と思って諦めな」を殺戮対象を仕留めようとする際に計2回発言している。

### 決闘
獲物の力を認め、己の命を賭して戦うべき相手と認識した場合は各種武装、及びマスクを捨て去り、プラズマ・キャノン等による“狩り”ではなく、腕のリストブレイドのみによる“原始的な決闘”を挑む（『プレデター（ウォーリア）』、『AVP2（ザ・クリーナー）』）。

### 食性
概要に記してあるとおり名称はあくまでハンティングスタイルからの想起であるため食性そのものの考察には関係無い。
食性については、『2』で牛肉を食べるために食肉工場に行くことが確認されている。

## パーソナリティ
それぞれに個性はあるようである。『プレデター』では傷ついた自身の姿を見て主人公が止めを刺すのを躊躇った隙に自爆装置のスイッチを入れて「自分を殺しておけば良かったのにな」とばかりに哄笑する。『2』ではブードゥ団員が‘Shit Happens’（和訳すれば「ついてないこともあるさ、悪いことも起こるさ」だが字幕では「災難だと思いな」）と言いながら相手を刺殺するシーンを目撃した個体が気に入ったのか劇中二度も口にしており、『AVP』にて主人公の女性と共闘することになった際、エイリアンを解体してその隠し顎を飛び出させ、彼女を驚かせて喜んだりしていたことから、ある程度の冗談も解する面も見受けられる。

## 衣服
素肌に網状のボディースーツを身につけ、その上から鎧を装着する。股間には布や褌を巻いている。頭髪のリング状装飾や、何らかの小動物の骨を繋いだネックレスや獲物の脊椎、指輪、動物の毛皮など、何らかのアクセサリーをしている者もいる。各個体で服装や装飾には差があり、ヘルメットのデザインにも個人差がある。
この網服について、ノベライズなどでは保温機能があるとされていることもあるが、映画の中でそのことが明言されることはなく、『プレデターズ』に登場するバーサーカープレデター達は素肌にそのまま鎧を着ていても活動に支障が無いことなどから、文化として着ているのか、何らかの利点があって着ているのかは判然としない。
ボツデザインとして、刺青やピアスを入れたプレデターの案もあったが、劇中には登場せず、ゲームやコミックなどで登場している。
『AVP』では全裸のプレデターの模型が作られたが使用されなかった。

## 装備
各作品によって形状、大きさが異なる多種多様の接近戦向け、飛び道具などの武器を装備している。
光学迷彩装置
海外での呼称はCloaking Device（クローキングデバイス）が一般的である。体に装着しているスーツから発生する特殊なフィールドによって人間の目には見えないようにすることができる。ただし条件によっては型板ガラスを通してみるように、その存在が人間に目視されてしまう、基本的には周りの風景に同化させる光学迷彩装置である。
また、クローキング中はスピアやワイヤー等の手持ちの武器も見えなくなるが、手元から離れてしまうと見えるようになる。が、それでも数秒は迷彩効果が生きていたこと、一作目でガントレットに損傷を受けたプレデターの光学迷彩が解けたことから、ガントレットが発生もしくは制御している何らかのエネルギーフィールドで体や手持ちの装備などを覆っているという意見が主流となっている。
そのメカニズムは2作目で光を曲げると科学者によって説明されている。単なる擬態で、情報をレコーダーに記録し擬態能力を高めていくという説明もあるがこれは1作目の初期稿での設定を中途半端に抜粋したもので厳密には異なる。なお情報をレコーダーに記録する設定は形を少し変えてヘルメットの設定に生かされている。
『ザ・プレデター』において装置自体はピンポン玉程度の大きさの球体でガントレット等に内蔵されており、装置単体でも使用可能である描写がされている。
なお、この光学迷彩装置は濡れた状態だと正常に機能せず、充分に迷彩が発揮されない。水によって装置そのものが損傷するわけではなく、クローキングを解除して水の無いところで再度起動すれば正常に作動する。
個体によって取り扱いの知識が違うらしく、1作目では水で機能不全を起こしても全く気にせず機能をオフにしていたのに対し、2作目ではスプリンクラーが降り注ぐ中起動し、正常に動作しないのを見て動揺していた。
『AVP』シリーズにおいてもこのクローキングデバイスは使用されるが、視覚に頼らないエイリアンには見破られることもある。
『プレデターズ』ではノーランドが倒したプレデターから奪い取ったクローキングデバイスを使用しており、『ザ・プレデター』においても主人公のクインが回収したデバイスを複数の人間が使用している。
ショルダー・プラズマキャノン
多くの場合左肩に装着している自動制御のプラズマ砲。海外ではPlasma Caster（プラズマ・キャスター）と表記されている場合が多い。この手の武装をプレデター達は「バーナー」とも呼ぶ。
ヘルメットから照射される3本の赤いレーザーで狙いを定め、発射されるプラズマ弾で対象を撃ち抜く。砲身は背中のアームに接続されており、ヘルメットの視覚システムと連動して照準の方向へ自動的に向きを変える。
エイリアン（ウォーリアー）を一撃で葬るほどの威力を誇る反面、ヘルメットのシステムに照準機構を依存しているため、ヘルメットが何らかの異常に陥った場合は命中精度が著しく低下する。
弾数は無限だが発射直後はエネルギーチャージの時間が若干ながら必要なため、マシンガンのように間断なく連射することはできない。ただし、アーケードゲームの『エイリアンvsプレデター』によればその気になれば連射可能だが、それでは狩りにならないから使用しないらしい。
劇中破壊されるか捨てるかなどで使用不能になることが多い。
弾速が遅いため、エイリアンのような俊敏な生き物の標的に対しては発射直前にロックオンしたにもかかわらず、かわされてしまうことがしばしばある。
各作品ごとに大きさ、デザイン共に異なり、1・2作目の物は大型のユニットを肩に乗せて固定するタイプであったが、3作目以降の物は肩の装甲にアームを直接固定するタイプである。
『AVP』での儀式においては、この兵器は神殿の奥に納められており、これを取ることで仕掛けが作動し儀式が始まるが、劇中ではウェイランド率いる探検隊が先に到達してしまったため、プレデター達は不十分な状態でエイリアンと対峙せざるを得なかった。
『プレデターズ』では対象を木っ端微塵にしてしまうほどの威力を持つ物も登場した。ミスター・ブラックが装備していた物はガトリング砲のように内部の砲身が回転するようになっている。こちらは連射可能で発射した後、即座にエネルギーチャージできる他、標的に致命傷を与えない程度に威力を調整できる。
『ザ・プレデター』において人間でも使用が可能であり、劇中プレデターの研究を行っている組織スターゲイザーの隊員であるトレーガーが過去に回収したものと思われるショルダーキャノンを自らの肩に装着して使用している。自分の頭部の動きに合わせる機能も利用できていたが安全装置的なものは存在しないらしくトレーガーは戦闘中に砲身の射線が自分の頭部を通っている状態で誤って発砲し、死亡している。
『ザ・プレイ』に登場したプレデターの物は特殊で、電磁誘導のような方式で弾体を射出する手持ち仕様になっており、発射される弾体は「プラズマ弾」ではなく金属製の「矢」のようなものである。
「矢」は発射後、ヘルメットの照準レーザーを投射されている対象へ自動的にホーミングする機能を持っており、全く別の方向へ撃っても矢自体が旋回軌道を取ることで目標に着弾する。また、照準レーザーはマルチロックオンが可能であり、最大3箇所に着弾点を分けて狙撃できる。
発射前には『AVP2』で登場した手持ち式プラズマキャノンと同様のエネルギーチャージ音が発せられ、発射器のグリップ付近にあるランプが順に点灯した後、発射可能になると弾体が発射器のレール部分から低く浮遊する。
リスト・ブレイド
プレデターの基本装備。右腕ガントレットに装着されている。長さ約50cmの鍵爪状の刃物。
装備者によって伸張した刃の長さ及び機能はまちまちであり、状況に応じた伸縮、折り曲げて刃間の間隔を広げる、刃の向きを変えることでの裏拳状態での攻撃、軽くコッキングして敵に向けて刀身自体を射出する機能が各作品で確認されている。
エイリアンの酸に耐性がないものもあり、『AVP』においてエイリアンの尾を斬り飛ばした際溶けてしまったことがある。
二枚刃であることが多いが、『プレデターズ』に登場したバーサーカープレデター達の『リストブレイド』は一枚刃である。

物語が進むにつれてプレデターは他の装備を失ったり自ら捨てることがあるが、この武器については最後まで残していることが多い。
1作目では、刀身の汚れを落とすためか、上述の照準用レーザーを刀身に当てて赤熱させるという描写があった。
ヘルメット
最大の特徴とも言える装備品。名称は媒体によって異なり、「マスク」や「バイオマスク」と表記されているものもあるが、ここではヘルメットで統一する。
サーモグラフィー等の視覚補助装置と射撃武装及び対象の詳細情報捜索時のロックオン用のレーザーサイト・記憶媒体を取り付けられており、様々な戦闘を経験するほど擬態能力は蓄積・強化されていく。
ヘルメットは各種光線をプレデターの視認しやすい赤外線に変換し彼らの視覚を強化・補正するが、ヘルメットを外すとサーモグラフィー、ズーム等の機能は失われてしまい、彼ら本来の真っ赤な視界になる。
可視光線のレンジを変える機能（人間の暗視ゴーグルに相当する機能）があるほか、女性の体内の胎児を走査して発見したり、『AVP』では走査段階を調節し病人の肺癌や人間の体内に寄生したチェストバスターの状態を詳細に確認している。『AVP2』では閉所の一定範囲をスキャンしマッピングする機能も登場しており、自身の位置や仕掛けたトラップの位置もリアルタイムで表示可能であった。
エイリアンの姿を浮かび上がらせる「エイリアン・ビュー・モード」などもあるが、エイリアン・ビューモードは電磁波を視覚化するものであり、強い電磁波を発生する発電所などでは機能に不調をきたす。
使用者が見たものはヘルメット内部に録画されており、たとえ他者のメットであっても左腕のコンピューターガントレットに接続して記録された過去の映像を見ることが可能である。
近距離から発射されたアサルトライフルの銃弾を弾くほどの強度を有する反面、耐腐食性はそれほど高くなく
『AVP』では倒したエイリアンの血液で自ら傷（勝利の印）をつけている。
『プレデターズ』では画像の一部分をより詳細に分析する機能や足跡をスキャンし強調表示させての追跡、心臓の鼓動音などの音波を波紋のようなイメージで表示し、音の発生源を探知する機能が登場した。
ヘルメットのデザインは各プレデターによって異なっている。
ヘルメットの内側は劇中では明かされていないが、『AVP2』の撮影時には内側も造形された物が製作されており、未公開シーン及びメイキングブックで確認することができる。
『プレデター2』では、ガントレットを操作することで、ヘルメットの視覚を切り替えていた。
『AVP2』のノベライズによると、最新式のヘルメットの操作は手ではなく外顎の触手で行なうようである。さらにプラズマキャノンのトリガーもヘルメットにあり、外顎の触手でボタンを押すことで発射される。
『ザ・プレデター』においては敵対対象に自動でエネルギー弾を発射する機能が追加されたものが登場し、このヘルメットを入手したローリー少年がハロウィンでフジティブ･プレデターのヘルメットを被り、お菓子をもらえなかった家から立ち去ろうとした際、家の住人による投石が後頭部に命中したことで自動攻撃装置が作動して住人を爆殺してしまった他、アサシン・プレデターとの戦いではケイシーが自動攻撃装置を利用してダメージを与えている。更に他のプレデターが持っていたヘルメットを遠隔操作して映像通信を行い、そこに映し出された地球人の文字を瞬時に自らが使用する文字に変換、翻訳する機能も備わっている。しかも、これほど様々な装備と機能を有しながらかなりの軽量化を実現しており、ローリー少年がハロウィンでフジティブ･プレデターのヘルメットを被っていたときも、その重量をまるで気にすること無く平然と街を歩き回っている描写が見られる。
『ザ・プレイ』においては何らかの生物の頭蓋骨を加工し、照準レーザーや視覚強化デバイスを組み込んだ口周りが露出しているデザインとなっており、外顎の触手の動きが常時確認可能になっている。
コンピューターガントレット
左腕に装着しているウェアラブルコンピュータ。蓋付きで使用時は上下に開閉する。このガントレットを操作することで、ヘルメットの視覚装置・光学迷彩装置の調整などの各種装備の調整や制御を行なう。
コンピューター部分のみを取り外すこともできる。
またこのガントレットに各種装備を増設することも可能で、『プレデター2』ではプラズマボルト、『AVP』ではネット・ランチャー、『AVP2』ではコンピューターの動力を転用する事でパンチ力を増幅するナックルダスターとエイリアン追跡用の生体情報分析装置を内蔵した物がそれぞれ登場している。
これら機能の差異は個人によってカスタマイズが施された結果とされている。
最終手段として自爆用の小型プラズマ爆弾も存在し、使用時にはコンピュータのパネルを開き特定のコードを入力することで自爆シークェンスが起動する。
（『2』の日本語吹替では「原爆に匹敵する強烈な破壊力」とキースが評しているが、原文でそれらしい台詞はない）。
上記以外にも、救難信号を発する機能や立体映像機能、音声の録音機能があることが確認されている。
救難信号は太陽系から遠く離れた外宇宙に位置するクリーナーの拠点まで問題なく届くことから、恒星間通信が可能である模様。
プレデターのハイテク装備をコントロールするための最も重要な機器であるが、劇中では必ず破壊、もしくは喪失している。『プレデター』では先端にグレネードを取り付けた矢の爆裂によって光学迷彩の制御部が損傷し、『2』では奪われたレイザーディスクによって腕ごと両断されて秒読み中だった自爆装置も停止、『AVP』ではエイリアンを全滅させるためプレデターが自ら自爆装置を作動させた上で遺棄し、『AVP2』ではプレデリアンの尾撃によってコンピューター全体が破壊され、『プレデターズ』では装着していた左腕もろとも切り落され、『ザ・プレデター』においては腕ごと切り落とされた挙句、ガントレットに装着されていた武器を利用されて決着した。
『ザ・プレイ』においてはプラズマ爆弾ではなく、特定のコードを入力するとカウントダウン後に3つの小さな円盤が起動し、自動で浮遊した後に周囲に存在する生物を追尾、衝撃波のような広範囲攻撃を行う装置が内蔵されていた。自爆用であるかは定かではなく、劇中ではガントレットを一時取り外してブービートラップのように地面に置いて使用しており、後にガントレットはプレデター自身が回収し装備し直している。
応急処置キット
海外では「Medicomp（メディコンプ）」と表記されている。
戦闘で負傷した際に使用する。内容物は外傷に対応するための外科用品といくつかの薬物で構成されている。
作品毎に内容物は変わっており、実際劇中で治療に使用された器具は、『プレデター』では消毒薬の噴霧器と弾丸摘出用鋏、『2』では止血剤製作キットと何らかの注射、『AVP2』では医療用ステープラー、『ザ・プレイ』は止血剤である。
鎮痛剤の類は入っていないのか、治療の際、毎回苦痛のあまり大きな叫び声や唸り声を上げている。
スピア
『プレデター2』より登場。両側に鋭利な刃を持つ長さ約250cmの槍。
海外ではCombiStick（コンビスティック）と表記されている。収納する際には50cmほどの長さに縮めることができる。『2』の物はやや太めで、3段伸縮式である。『AVP』以降のものはデザインが変更されており、造形が全体的に細身となり、2段伸縮式でグリップの両端に小さな刃がついている。
この武器はリスト・ブレイドとは違いエイリアンの酸性血液が付着しても溶けることはない。
『ザ・プレイ』に登場する物は伸縮式なだけでなく中央から分割が可能であり、片方ずつをそれぞれ両手に持ち、使用することもできる。その場合、片方は短槍、片方はメイスのような打撃武器となる。
レイザー・ディスク
鋭い刃が付いた円盤状の武器で、投げると相手を一定距離追尾し、ブーメランのように戻ってきて回収することができる（その場合はディスクを反転させるほどの空間がなければならない）。またそのまま手に持って使用することも可能。不使用の際は刃を収納した状態で腰に装備している。
『2』では円盤状の刃で指を通す5つの穴が開いており、グリップを握ると表面のライトが点滅する。『AVP』以降のものは小型でグリップの周りに6枚の鋭いブレードがついており、この刃はグリップ自身に収納可能。海外では『2』のものを「SmartDisc（スマートディスク）」『AVP』以降のものを「Shuriken（シュリケン）」と呼んで区別している。どちらのものも人体やエイリアン、冷凍牛肉をまとめて切断したり、石壁に突き刺さるほどの威力を持つ。
なお、この武器はエイリアンの酸性血液が付着しても、溶ける描写が無かった。
人間でも使用が可能であり、『2』では主人公のハリガンが戦闘中に回収したものを使用し、自爆しかけたプレデターの片腕をガントレットごと切り捨てて阻止したり、放たれたネットランチャーのネットを切り裂いて脱出、更にはリストブレイドで接近戦を挑んできたプレデターとこれを用いて戦い、結果的にプレデターを倒している。『ザ・プレデター』ではスターゲイザー隊員が過去に回収されたものと思われる物を投擲して使用するも戻ってきた際にキャッチに失敗し、自分の手首を切り落としてしまう。
スピアガン
『2』に登場した武装だが、登場したのは二股の槍の穂先の形をした弾体（この形状が名称の由来である）のみで発射機本体は映画作品では未登場である。
地球に存在しない金属でできているとされる。
PCゲーム『エイリアンVSプレデター』シリーズおよび『プレデター・コンクリート・ジャングル（ゲーム）』でそれぞれオリジナルの発射機が設定されている。
ガントレットプラズマボルト
『2』に登場した装備。媒体によって「リスト・ランチャー」と表記されたものもある。
左腕のガントレットに装備されており、使用時にはガントレットの一部がせり出し高熱のボルトを発射する。
劇中ではハリガン警部へ発射するも、彼はボディアーマー(抗弾プレートをベストに入れる形のアーマー)を装着していたために無事だった。
ネット・ランチャー
相手を包み込んで拘束したり壁面へ貼り付ける形で拘束する際に用いる、ワイヤー網を射出する武器。
『2』から登場。ネットガンとも呼ばれる。
ネットを構成するワイヤーは鋭い刃になっており、触れたものを切り裂いてしまう。
こちらにもバリエーションが存在している。『2』に登場した物は、発射機を手首に嵌め込むタイプである。不用時は左脛に装着している。ハリガンもこれを受けたが、奪ったスマートディスクを使用して脱出していることから、プレデターの使用する刃物で切断が可能なものであるようである。
『AVP』ではケルティック・プレデターが左腕部ガントレットコンピュータの上に専用のランチャーを追加装着するタイプのものを使用している。壁面固定用のアンカーには巻き取り機構が追加されており拘束から逃れようとするほど拘束力が強まるもので拘束を解こうと切り付けた軍用ナイフを逆に易々と切り折ってしまった。エイリアンの酸に耐性はなく、グリッドエイリアンには容易に破られてしまった。
ノベライズによればかなり高コストの武器らしく、
これを所持したために他の武器をほとんど持ち込むことができなかったらしい。
『ザ・プレイ』ではランチャーを用いずに手投げ式のユニットを使用している。巻き取り機構の出力が過去作に登場した物と比較しても非常に強力であり、捕らえた対象を瞬く間に細切れにしてしまう。
シミター・ブレイド　　
『AVP』に登場する、両腕に装備される大型の一枚刃の刃物。不使用時は半分程度の長さに縮めて収納している。
劇中ではチョッパー・プレデターとエンシェントプレデターが装備しているが、他のAVPキャラの玩具に付属していることもある。
この装備は監督のポール・アンダーソンのアイデアによるもの。
セレモニアル・ダガー
『AVP』で登場した短剣。儀式用短刀の意。
エイリアンの外殻から削りだされて作られたものであるため強酸に耐性があり溶けることがない。
儀式中に仕留めたエイリアンを加工する際や、他の武器を全て失った時などに使用される。
『AVP』で少なくとも二体のプレデターが装備しており、『AVP2』ではプレデターの拠点の壁にかけられているのが確認できる。
スラッシャー・ウィップ
『AVP2』のザ・クリーナーが所持していた鞭。名称はノベライズからで、海外ではRazerWhip（レイザーウィップ）などとも。
鞭自体がカミソリ状であり、エイリアンの身体ですら容易に切断するほどの切れ味を誇る。エイリアンの尾を元に作られており、酸性血液が付着しても溶けることはない。
プレデリアンとの一騎討ちの際には、プレデリアンの尾に巻き付けて切断しようとしたが通用せず、逆にプレデリアンの強力な尾によって破壊されてしまった。
刃がグリップに機械的に収納されるものも考案されていたが、最終的には機械機構の無いシンプルな巻いて束ねるタイプに落ち着いている。
ワイヤー
光学迷彩をかけた状態で相手の首に巻きつけ絞殺したり、樹木や蔓が無い場所で獲物を逆さ吊りにする際に用いている。
スキャッターガン
手持ち式のプラズマキャノン。プラズマ弾が拡散（scatter）する様子から名付けられている。
コミックやゲームなどでは幾度か同名の武器が登場していたが、『AVP2』でクリーナーが改修した手持ち式プラズマキャノンの名称にもなっている。
『AVP2』の設定資料集によるとプレデター達の間では、この形態で使用するのは恥ずべきことという了解があるらしく、故に使いたがらないらしい。
使用時にはグリップ上部に並んだ象形文字が順に赤く点灯し、全て点灯すると発射可能となる。
一射ごとに通常使用時より長いエネルギーチャージを必要とする。その上、連続で使用するとエネルギーの消費が激しく、チャージにかかる時間がさらに長くなってしまうという欠点が生じる。
ノベライズでは、地球製のウージーを加工した物にプラズマキャノンの砲身を組み込むことで使用しているが、劇中では単に専用のグリップを追加したのみであった。
溶解液　　
『AVP2』に登場。ガラス状のパーツを持つカプセルに入った青い液体で、証拠隠滅に使用される。特定の有機物に振りかけるだけで跡形もなく融解、消し去ってしまう。融解のメカニズムは不明である。根本的に酸では溶けないエイリアンの体組織を溶かすこと、コンクリートなどの無機物に全く影響をあたえず、人間とエイリアンの死体を落としたプールに注いだ際に一瞬で沸騰し、蒸発してしまったことから、酸性とは別の溶解であり、水分を奪うことでの溶解であることが確認できる。
劇中では、最終的に証拠隠滅作業を断念したクリーナーがエイリアンへの攻撃にも使用している。
『2』でも似た液体が応急処置キット内に存在するが、こちらは加熱したガラスやモルタルを溶かしてペースト状の止血剤にする目的で使用していることから、前者とは別物である模様。
クレイモア地雷
『AVP2』に登場し、クリーナーが使用した対エイリアン用地雷。ノベライズでは三芒星、海外では「RazerNet（レーザーネット）」と呼ばれる。
壁などに設置しガントレットの操作で起動する。赤い線状光を放ち、それに感知した物へ高圧の溶解液を噴きかけ獲物を切断するというものだが、劇中の描写を見る限りではレーザーそのもので焼き切っているようにも見える。
クリーナーケース
『AVP2』に登場したザ・クリーナーが所持していた金属製のケース。指紋認証のような装置で開封する仕組みになっている。
中にはエイリアンの体細胞サンプルの採取用に用いる注射器に似たトラッキング・シリンジや、溶解液、対エイリアン用三芒星クレイモア地雷、レイザー・ディスクなどの様々な装備が納められている。
ケース自体が爆弾となっており、取り付けられた端末のスイッチを作動させるとガントレットと同じくカウントダウンの後に爆発する。自爆装置とは違い、小規模なブラックホールを形成して対象物を消滅させる証拠隠滅用の装置であり、溶解液と同じく、ザ・クリーナーの任務を象徴するような道具である。
炸裂する槍
『プレデターズ』に登場した武器。正式な名称は不明。ターゲットの体内に撃ち込まれると炸裂して複数の槍が飛び出す。モンバサの死因となった。
プレデター猟犬
『プレデターズ』に登場した動物。
4足歩行で、頭や背中に長い棘のようなものが生え、尻尾はないなど地球上の犬とはかなり容姿が異なる。動きは非常に素早く、銃弾にもある程度耐えるだけの耐久力と生命力を持つが、側面からの攻撃には弱い模様。血は赤い。
ドッグハンドラープレデターに使役され、猟犬として獲物の狩り出しを行う。犬笛のようなもので操作されていたが、指示を出すための道具は劇中未登場。
劇中では複数登場し、何匹かは射殺され生き残ったものもいるが、主人となるプレデターたちが全滅した後どうなったのかは不明。
『ザ・プレデター』には前作とは異なるデザインで2匹登場。ドレッドヘアが生えるなど容姿がプレデターに近くなっている。アサシン・プレデターが使役しており、獲物の匂いをかがされそれを追うという警察犬のような運用をされている。1匹はグレネードランチャーを口に押し込まれた状態で発砲され爆死。もう1匹は至近距離から頭に銃撃を受けて狂ってしまい、獲物であるはずの人間に懐いてしまう。人間が投げたものを取ってくるという遊びに熱中し、アサシン・プレデターには逆に襲いかかって人間に加勢している。最終的にこの個体は生き残っているがどうなったかは不明。
トラバサミ型トラップ
『プレデターズ』に登場したトラップ。
トラバサミと形や性質が良く似ており、踏んだ人間の足にダメージを与え、素早く走れなくさせる。ロイス曰く「殺すためじゃなく、動けなくさせるための罠」。獲物である強い人間の逃亡防止の他、否が応でもプレデターと戦わざるを得ない状況を作り出す事も兼ねている。
作動する瞬間に発光しているのを見る限り、ばね機構ではなく電動系機構で動いている模様。
チェーンブレード
『ザ・プレイ』に登場した武器。海外では「Cut Clamp（カットクランプ）」と呼ばれている。
大型ナイフ程度の長さを持ち、小さなブレードを連ねた蛇腹剣のような構造をしている。先端はフック状になっており、伸ばした状態から投擲すると接触した対象に自動で巻き付き、赤熱化しながら切断するヒートナイフのような機能を持つが、レイザー・ディスクのように手元へ戻って来る機能はないため、投擲後に再使用するには都度回収の必要がある。劇中では鉄製の大型獣用トラバサミを容易く切断し破壊した他、手持ち武器としての使用も可能。
シールド
『ザ・プレイ』に登場した防具を兼ねる武器。
左腕ガントレットに装備されており、起動すると複数の長方形状プレートが瞬時に展開し円形の盾を形成する。取り回しを考慮してか、シールドの直径はプレデターの体格と比較すれば小径であるが、1700年代の猟銃弾程度であれば至近距離からでも完全に防ぐことが可能。また、シールドを形成するプレートは鋭利に研ぎ澄まされており、エッジを利用して斬撃武器として使用することも可能である。
ヘビー・プラズマキャスター
肩に付けた巨大なミサイル銃。コミック『エイリアンVSプレデター: デュエル』で使用している。
ハンド・ブレイド
ナックルダスターのように拳にはめて使う武器。ギザギザの刃が付いている。コミックの『プレデター: キンドレッド』で使っているが、同じコミックの『エイリアンVSプレデター: ウォー』でも使用している。
ハープーン・スピア
コミック『プレデターVSジャッジドレッド』でプレデターが使用した槍。
ソード
ダークホースコミックの『プレデター: 1718』（ダークホース10年のコミック）に登場したプレデターが使っていた刃の部分が伸縮できる剣。
プレデターは背中に背負い、海賊及び海賊の船長と闘った時にこの剣を使用していた。
船長との剣と剣を使った一対一での闘いの真最中、後から別の海賊船員に船長がフリントロック式の銃で射殺されたため、船長を勇者として認めた証として船長の死体の上にこの伸縮剣を投げ渡した。
エネルギー・グレネード
普通のグレネードより小さなグレネードで、プレデターが使う、エネルギー・ピストルと同じ位の威力。小動物ぐらい殺す事はできるが、大きな動物の場合は気絶させる事はできる程度の威力。コミックの『プレデター: 4次元からの侵略者』で登場。
エネルギー・ボラ
鎖ロープのような物で結んだエネルギー状の輪でできており、投げ縄のようにターゲットに投げ付けるとエネルギー状の輪が身体を捕らえ身動きが取れないようにできる。さらに強力な電流を流して捕獲対象を感電死させことが可能。コミックの『プレデター: ビッグ・ゲーム』でプレデターが使用した。
ハープーン・ガン
コミック『プレデター: ヘル&ホット・ウォーター』で水中で使用した鋭い矢を発射する大きな飛び道具。
シープ・ロケータ
ビーコン装置のような装置。コミック『プレデター: バッドブラッド』で登場した。
シュリケン・ダーツ
ガントレットの手首部から発射する手裏剣の様な武器。コミック『プレデター: スターリング・ルー』で使用。
この他チャージエミッター、リモコンボム、トンファーにも似た刃物マウル等ゲーム版やコミック等が出典の装備が半公式的に存在している。
また地球製の刀剣や銃器を所持しているプレデターも登場しているが、劇中で使用したことはなくそれらが実用品なのか単なるアクセサリなのかは不明。

## 宇宙船
プレデターが惑星間での移動に使用する船。デザインは作品・媒体によって細部が異なる。惑星間航行のための超光速ワープ・エンジンを搭載し、大気圏内では亜光速イオンエンジンによって飛行していると考えられている。中には断中間子粒子ビーム砲を備えたものもあり、山を両断するほどの威力を秘めている。宇宙船の操縦はピクトグラムや映像イメージによって行われる。
kehriteと呼ばれる訓練施設があり、見習い戦士達の白兵戦訓練や、見習い同士における序列の決定を行う試験試合などが行われる。
なお名称は便宜上のもので正式名称は不明。
降下用ポッド
『AVP』に登場。一人乗り。銀色の流線型で、後部に花弁状に展開する減速機構を備える。
降下用ポッド（大型）
『AVP2』に登場。クリーナー専用の降下用ポッド。ノベライズによると光学迷彩機能の他、クリーナーが任務に失敗した場合に備えて証拠隠滅として自動的に消滅する機能も搭載されている。
小型
『AVP2』に登場。クリーナーが地球に赴く際に使用。パイロットはクリーナーとは別に存在している。クリーナーを乗せた大型の降下用ポッドを射出させる機能を持つ。
中型（クラシック版）
『プレデター』ではより小型の宇宙船を地球に投下。『2』ではプレデター・ハンターの拠点として登場。内部にはエイリアンなど異星の生物の頭蓋骨が展示されていた。
中型（AVP版）
『AVP』では過去の回想シーンなどに登場。古代から形状が変わっていない。光学迷彩による遮蔽装置を備えている。『AVP2』では大型艦より離脱し別行動をとったが、プレデリアンの発生により地球に墜落する。大型艦から分離・離脱する描写は未公開シーンとなっている他、予告編では光学迷彩を纏っているが、本編では纏っていない。このため、予告編とノベライズで息子と共に森で狩猟を行っていたバディ・ベンソンがハンティングライフルで実体がある事を確かめるために透明になった中型艦の一部を叩くシーンが不自然なものになっている。
大型
複数の中型艇を収容可能な大型の宇宙船。『AVP』『AVP2』に登場。こちらも光学迷彩による遮蔽装置を備えている。FPSゲーム『AVP3』では艦載型プラズマキャノンを使用しており、ただの3連射で植民地海兵隊の戦艦を撃沈せしめた。

## 登場したプレデターの種類
プレデターは地球人などと同じく独自の文化を持つ知的生命体であり、各個体による個人差も人類と同じように顕著である。以降は各作品に登場したプレデターの種類である。

### プレデター・ウォーリアー
一作目に登場したプレデター。ジャングルで米軍の特殊部隊ダッチ・シェイファー（アーノルド・シュワルツェネッガー）らを相手に狩りを行った。
武装はプレデターとして知られている中で最もオーソドックスであり、肩部にプラズマキャノン、腕にリストブレイドを装備している。ウォーリアーのリストブレイドは刀身を途中で折り曲げて刃同士の間隔を広くするといった機能が付いている。殺害方法にも独特の流儀や嗜好を持っており、狩った相手の生皮を剥いで木に吊るす、女性で武装していなかったアンナは殺さないなど、のちの作品に繋がる習性も既に示している。
ダッチ率いる特殊部隊のメンバーを翻弄し、一人ずつ確実に抹殺していった。そして唯一生き残り善戦したダッチを追い詰めたが、彼の仕掛けたブービートラップにはまって致命傷を負い、腕の自爆装置を起動して大笑しながら自爆した。
なお本来名称は未設定であるがフィギュア等の商品展開での区別の都合上「ウォーリアー」の名称を与えられている。
2000年代以降に発売された玩具では「ジャングルハンター」の名称を使用されていることが多い。
また、『AVP』の監督の話によれば、この個体はまだ成人にも達していない若者で、経験を積むために地球を訪れたのだという。

### プレデター・ハンター
二作目、ロサンゼルス市警の刑事マイク・ハリガン（ダニー・グローヴァー）と死闘を繰り広げたプレデター。
武装は一作目のプレデターよりも多彩である。武器（銃）を持たない者や妊婦は殺さない、戦場の熱気に惹かれて現れるなど、後のプレデターというキャラクターの方向性を決定付けたといえる。
この個体のみフェイスマスクのレーザーサイトが額の左側から照射されている。
顔の造形も異なり、一作目の爬虫類的な質感から昆虫的なデザインとなっており、体色も茶色く、牙の本数が前作に比べて多い。
ギャングの抗争で荒れるロサンゼルスに現れ、圧倒的な戦闘力でギャングを虐殺。その後、地下鉄、路地裏などで殺戮を繰り返し、牛肉を食べるために精肉工場に侵入してきたところをピーター・キース捜査官率いる捕獲チームと遭遇。ハリガンとの一騎討ちの末、左腕を切断された上にスマートディスクで腹を抉られて死亡。突如現れたエルダー率いる仲間達により宇宙船内部へと運ばれていった。
1作目の個体同様こちらも名称は本来未設定だが「ハンター」という呼称を区別の都合上与えられている。
2000年代以降に発売された玩具では「シティーハンター」の名称を使用されていることが多い。
『AVP』の監督によれば、彼もまた成人には達していない若者である。

### ロスト・クラン（The Lost Clan）
二作目、ハリガン警部が追跡の末に辿り着く宇宙船の内部で遭遇するプレデター達。
それぞれ装備のデザインや体色が異なっており、プレデターにも複数のバリエーションが存在していることが明らかとなった。
撮影後スーツが紛失しており長い間商品化に恵まれなかったが、2000年代以降フィギュア化が相次いでいる。
ボーグ・プレデター
上半身に特徴的な黒いアーマーを身に着けており、緑色を中心とした体色で、他のプレデターには見られない派手な模様が額にある（その他ではPredator2の主となるプレデター・ハンターや、ロスト・クランの一人スネーク・プレデターにも特徴的な模様がある）。また脇部と大腿部に虎目のような縞模様がある。
アーマーは1986年公開の映画『悪魔の改造人間』に登場した改造人間のスーツの流用である。
HOTTOYSのフィギュアではロスト・プレデターと名称され、ヒッピー・プレデターの槍とボア・プレデターのマスクを装備した状態で製品化されている。
ゴート・プレデター
ゴート（山羊）を思わせるマスクが特徴。アーマーなどの装着類はプレデターハンターに類似している。HOTTOYSのフィギュアではガーディアン・プレデターと名称され、白色系の体色で表現されている。
ゴート・プレデターのマスクは当初プレデター1の初代マスクとして採用されるはずだったことから『NGマスク』とも呼ばれている。（このことはプレデター1のメイキング映像で確認することができる他、玩具展開などでもこの名称が使用されることがある。）
その流れからか後にコミコン限定としてNECA社から初代プレデターのゴート・マスク・バージョンとして7インチフィギュアが発売された。なお、エイリアンVSプレデターに登場したケルティックプレデターのマスクは彼のものとよく似ている。
スネーク・プレデター
額や身体にニシキヘビを連想させる模様があるのが特徴で、プレデターの中でも唯一毛皮で装飾されたアーマー／ベルトを装着している。
HOTTOYSのフィギュアではシャドー・プレデターと名称されている。
ヒッピー・プレデター
リストブレードの刃を取り付けた槍を持っており、他のプレデターよりも長めのドレッド・ヘアーと白い体色が特徴。
NECA製7インチフィギュアではシャーマン・プレデターと名称されている。
ロストハンター・プレデター
マスクや装着類から一見初代プレデターのように見えるが、マスクに照準器がなく、身体にはボーグ・プレデター同様に脇部と大腿部に虎目模様があることから別人と判断できる。
NECA製7インチフィギュアではスカウトプレデターの名称を与えられている。
ラム・プレデター
その名の通り羊を思わせるマスクと青白い体色が特徴。
NECA製7インチフィギュアではウォーリアープレデターの名称を与えられている。
ボア・プレデター
HOTTOYSのフィギュアでは上述の通りマスクがロストハンター（ボーグ）に付属している。
ボアブラザー・プレデター
ボアとマスクの形状が似ている事から名づけられているが、マスクの色や形も微妙に異なる。
NECA製7インチフィギュアではストーカープレデターの名称を与えられている。

### エルダー・プレデター
プレデターの長老。役職的な名称でもあるため特定の個体を指すものではない。2作目と『AVP』、個体は名称こそ同じだがそれぞれ別個体である。下顎にある牙部分と額部分の形状が異なり、他のプレデターと違い髪が蒼い（これが年齢によるものなのか族長の証であるのかは定かではないが、年齢のせいであるという説が有力である）。『AVP』で登場した個体の額にはスカー・プレデターと同様の印（傷）があり、マスクにも同じ印がある。
『2』に登場した個体は、同族を倒したハリガン刑事に対し「勇者よ、受け取れ。」と、“Raphael Adolini 1715”と刻まれたフリントロック式銃を渡した（このシーンの前日譚として、コミック『プレデター: 1718』が制作されている）。スーツは1作目に登場したプレデター・ウォーリアーのスーツを改造したものである。グレイ・ベックという非公式な製作スタッフの愛称がある。
『AVP』で登場した個体は、生き残った女性冒険家レックスにエイリアンを倒した印を認め、自らのスピアを渡した。この時はさらに赤いマントを羽織っており、脇に茶褐色のヘルメットを抱えていた。
彼の戦闘シーンは明らかにされていないがフィギュアは販売されており、装備しているリストブレードがシミターブレードよりも長い。NGデザインとして、顔中にピアスを入れた物があったが採用されなかった。

### AVPに登場する青年プレデター
儀式のために南極地下のピラミッドへ現れた若いプレデター達。熱線で氷に穴を開け、降下ポッドで着陸、地上に控えていたクイン達を殺害した。
過去作同様、それぞれマスクや鎧のデザインが若干異なっている。装備品もこれまでの作品に登場した装備がほとんどだが、デザインは一新されており、より戦闘的なものとなっている。
これまでに登場したプレデターの中で最も重装甲な鎧を着用している。胴体、肩、脛の部分まで鎧を装着しているプレデターは彼らのみであるが、はたしてこれが対エイリアン用のものなのかどうかはわからない。
他に、体格が従来よりも筋肉質である、リストブレードの刃がかなり長い、などの特徴がある。
ノベライズにはさらに2体登場しているが、1体目はグリッドエイリアンに倒され、もう1体はチェスト・バスターに寄生され、後にスカーによって殺された。
スカー・プレデター
『AVP』に登場した、成人前の年若いプレデターの一体。
鎧などのデザインは違うものの、マスクのデザインは過去作品のプレデターのそれと同様。名の由来は、劇中でエイリアンを倒した証として、その体液で額に自ら刻んだ傷から。なお、過去作品のプレデターと異なり、門歯が存在する。
当初は儀式の武器（ショルダーキャノン）を持ち去った探検隊のメンバーを追っていたが、孤立した女性冒険家レックスを追い詰めた際、キャノンを差し出して助けを請う彼女に狩る価値を見出さず、捨て置いて去ろうとする。しかしその場でエイリアンの奇襲を受け、レックスが懸命にそれを退けたことから、彼女を認めて同行を許す。
レックスと意思を疎通するシーンが多く、エイリアンの二重顎でレックスを驚かせたり、エイリアンエッグの巣窟をガントレットで爆破することを身振りで伝えたり、戦士の証として彼女に自身と同じ傷を刻んだりと、映画シリーズに登場したプレデターとしては最も多く、人間に対して友好的なコミュニケーションを交わしている。レックスが倒したエイリアンの頭部外殻で盾を、尾で槍を作り、彼女に与えてもいる。これらの武装は後のエイリアンクイーンとの対決で成果を挙げた。
クイーンとの戦いでは、所持していた装備の全てを駆使して挑み、跳びかかりざまに頭部へスピアを突き刺すなど果敢に戦った。尻尾で腹部を串刺しにされ、今にもとどめを刺されようかという窮地でも、なお牙を剥いて吠え掛かる勇猛さも示した。最期は腹部に負った重傷により、共に戦ったレックスに看取られながら息を引き取った。
額に傷を刻むためにマスクを外したところをフェイスハガーに寄生されており、ラストシーンで彼の胸部からプレデターの特徴を持ったチェストバスターが誕生している。これが続編の『AVP2』で「プレデリアン」に成長する。
ケルティック・プレデター
『AVP』に登場した、成人前の年若いプレデターの一人。
マスクのデザインが古代ケルト人の兜に似ているため、この名称で呼ばれる。元々は製作スタッフ内での愛称である。
レックスたちが侵入したピラミッドに成人の儀式を行いにやってきた3体のプレデターのリーダー格であり、地上で作業をしていた人間を次々と殺害。ピラミッド内でも真っ先にエイリアンと戦闘を行なった。
他の二体と異なり、左腕のガントレットにネットガンを装備していた。
エイリアンと一対一で対決し、激しい肉弾戦を見せるも一瞬の隙を突かれ、頭部をインナーマウスで貫かれて殺害される。が、エイリアンをタックルで吹き飛ばす、ジャイアントスイングで豪快に投げ飛ばす、飛びついて来たところで尻尾を斬り飛ばすなど、プレデター種の怪力と勇猛さを印象づけたキャラクターでもある。なお、同じようなマスクを被った個体が『2』にも登場している。
チョッパー・プレデター
『AVP』に登場した年若いプレデターの一人。3体の中でもこのプレデターのみ背中にトロフィー（頭蓋骨）を背負っている。
チョッパーとは「肉を切り刻む者」を意味し、両腕に装備したシミター・ブレードが名前の由来であるが、こちらも前述のケルティック同様本来は製作スタッフ内での愛称である。劇中ではその切れ味を披露することなくエイリアンに背後から尾で胴体を突き刺され、さらに頭部をインナーマウスで貫かれて投げ捨てられるという無惨な最期を遂げた。
このプレデターのマスクは玩具化の際、銅色の場合が多い。
このシミターブレードのアイデアは監督のポール・アンダーソン自身によるもの。装備品の拡張性を顕示するためか劇中では装備していない他のプレデターの玩具に付属していることもある。

### エンシェント・プレデター
『AVP』劇中の回想シーンで無数のエイリアンを相手に奮戦した古代のプレデター。エイリアンの頭を突き刺したスピアを掲げ、雄叫びを上げる。ゲーム『Aliens vs Predator Primal Hunt』にも同一名称のキャラクター（ただし設定等は全くの無関係）が存在する。

### 執務クルー
『AVP2』の冒頭に登場した三体のプレデター（名前は小説から）。小説版によれば、内一体はクリーナーと同氏族であるらしい。デザインは三体ともほぼ同じで、AVPに登場したエンシェントプレデターに近い造形のマスクをしている。
AVPの儀式の後、スカーに破壊されたピラミッドに代わる新たな儀式の場を設置するため、容器に保存した数匹のフェイスハガーを連れて母船から小型艇で分離、地球へ引き返していた。
が、船の中に侵入していたプレデリアンによって、一体目はエイリアンのトロフィーを作成している最中に背後から襲われ、二体目もその直後に惨殺。駆けつけた三体目はプレデリアンの存在を確認、プラズマ・キャノンで応戦したが、プレデリアンにはうまくかわされ、逆に船を損傷させてしまい墜落。かろうじて生きていた三体目のクルーはガントレットで救難信号を発した直後にプレデリアンに殺害された。クリーナーはこの救難信号をキャッチしたことで地球を訪れることとなる。
唯一プレデリアンを視認した三体目の執務クルーのフェイスマスクにはその時の映像が記録されており、その記録を見たクリーナーにプレデリアンの存在を伝えることとなった。
この三体目の執務クルーのプラズマ・キャノンはクリーナーに受け継がれ、死体と船はクリーナーケースの爆発により消滅した。
プレデリアンに皮を剥がれた2体の執務クルーの死体も製作されたが、使用されなかった。
このプレデターのプラズマキャノンも他のプレデターと同様に左肩に装着されているが、後にクリーナーが彼のフェイスマスクでその模様を確認した際は右肩から発射されている。

### プレデター・ザ・クリーナー/ウルフ・プレデター
『AVP2』に登場。ザ・クリーナーとは「後始末屋」の意。製作スタッフ内での愛称は「ウルフ」。2014年発売のS.H.モンスターアーツは後者の呼称が使われている。
これまでに登場した成人前の若者達とは違い、成人後に特殊な戦闘経験を積んでおり、イレギュラーに発生したエイリアンの駆逐とその過程で発生した証拠隠滅を生業とする。そのため目撃者は敵意が無い者であっても容赦なく殺害するなど、純粋に強い獲物を狩ることを至上目的とする他のプレデター達とは一線を画す、特異な存在であるとされる。
額にプレデター文字で呪文のようなものが彫られたマスクには無数の傷があり、素顔もエイリアンの酸血を左半面に浴びたためか左目は潰れて白濁し、上外顎の左側が溶け落ちている、腹部にも大きな傷跡があるなど、経験してきた闘いの熾烈さをうかがわせる傷跡が残っている。
対エイリアン戦に特化した多彩な装備を持つ。前作のプレデターと比べるとクリーナーのリストブレードはかなり短いが、これはスタッフによれば「エイリアンの返り血を恐れない性格の表れ」であり、劇中でもエイリアンをかなりの至近距離で射殺するなど、エイリアン相手の接近戦でも躊躇しない。また前作のプレデター達が全身に鎧を纏っていたのと比べると、クリーナーはかなりの軽装でスマートな体型である。機械技術にも明るいのか、執務クルーのプラズマキャノンを自身の右肩へ増設したり、照準が破損したプラズマキャノンにパーツを追加し手持ちのハンドガンのような形態へ改修してみせた。イレギュラーな戦闘を経験したことからなのか、他のプレデターの装備を自分のものとして使用したり、破損した自身の装備を改造、危険だとわかっているにも関わらずエイリアン相手に至近距離で戦闘を行うなど状況判断能力が優れている。
これまで登場したプレデター達とは桁外れの戦闘力を誇り、肉弾戦において奇襲以外ではエイリアン（プレデリアン以外）を寄せ付けなかった。身体能力で勝るプレデリアンとも優れた戦闘技術により互角に戦っており、戦闘中にインナーマウスを引きちぎる荒業も見せている。
だが作中においてはプレデリアンに不意討ちされることが多く、エイリアン抹殺に苦戦を強いられ本来の目的を果たし切れなかった。最後はプレデリアンに決闘を挑み、互いに組み討ちとなり瀕死の状態に陥るが、最後は軍の可変威力型核爆弾B83の爆発に巻き込まれ消滅した。
なお、このプレデターは他のプレデターとは異なり感情の変化が顕著に表れている。死亡した執務クルーに対し、死を悲しむ、もしくは冥福を祈るような場面がある他、自らの奮闘もむなしく、倒しても倒しても現れるエイリアンの驚異的な繁殖能力によって劣勢に追い込まれていくにつれて、怒りが増していく描写が見られる。
「これまでに登場しなかったベテランプレデターを登場させたい」という監督のストラウス兄弟の意向により、前作のボツ案なども含め様々なデザインが模索された。

### バーサーカー（ベルセルク）・プレデター
『プレデターズ』に登場。前作までに登場していたプレデター達とは異なる種族であり、身体的特徴やプロテクターのデザインにかなりの違いがある。
外見的に共通する特徴として、網状の服を着ていない、リストブレードが二枚刃ではなく一枚刃である、皮膚に鱗がある、などが挙げられる。
性質や嗜好、流儀も異なっており、罠で獲物を生け捕りにする、動物を使う、首を刎ねる、どこかへ狩りに行くのではなく獲物を自らの狩り場に放つなど、これまでのプレデター達には見られない行動を多くとっている。
ミスター・ブラック・プレデター
プレデター一味のリーダー。
体格はクラシックプレデターよりも大柄で、全身に黒い鱗があり、髪は先端が赤くなっている。
素顔は他のプレデターより顎が突き出ていて額が赤く、目つきも釣り上がっていて、よりグロテスクな顔になっている。仲間であるファルコナー・プレデターとドッグハンドラー・プレデターは素顔を見せていないため、素顔が他のプレデターと違うのはこの個体だけなのか、彼ら全員がそうだったのかは不明。また4本の爪状口器は下の2本の可動域が通常のプレデターよりも大きいため、巨大な台形を描いている。
装着するヘルメットには何らかの生命体の下顎骨格が飾られている。岩の塊を粉砕するほど強力なプラズマキャノンを装備しており、頭突きでプレデターのヘルメットをぶち砕くなどパワーも強い。
対立するクラシック・プレデターと戦闘し勝利。その後ロイスらに迫るが、ロイスの手榴弾を用いたトラップに引っ掛かり、ヘルメットを損傷。加えて火による撹乱によってロイスに翻弄されるが、ヘルメットの心音センサーを起動させプラズマキャノンによってロイスを追い詰める。しかしイザベルの銃撃に撃たれた隙を突かれてロイスに滅多切りにされ、最後は自身が殺害したクラシック・プレデターと同様首を切断されて死亡した。
ネカ社のプレデターズ アクションフィギュアでの名称はBerserker（バーサーカー）。こちらの設定によれば、エイリアン狩りの儀式を最年少で制覇した経歴の持ち主である。
ファルコナー・プレデター
『プレデターズ』に登場。ファルコナーとは鷹匠の意。
その名の通り、鳥類を模した小型偵察機を装備しており、帰還すると自動で肩に着陸、収納される。
マスクは他の2体のように他生物の骨格などの装飾物はなく、マスク下部は直線的で装甲板のような角ばったデザインになっており、鳥の嘴をイメージしたようにも見える。体色は緑色。髪は赤褐色。
同作に登場するプレデターの中では唯一プラズマ・キャノンを装備しておらず、武器はリスト・ブレイドのみとなっている。
日本刀を手にした日本人ヤクザのハンゾー（戦いの直前におけるハンゾーの行動は、『プレデター』劇中のビリー・ソールのものに近い）と1対1で戦い、相討ちで死亡した。劇中ではハンゾーとの決闘の際に光学迷彩を解き正面から挑む、吹き飛ばしたハンゾーに追撃せず起き上がるのを待つ等、正々堂々とした勝負を行っている。
ネカ社のプレデターズ アクションフィギュアでの名称はFalconer（ファルコナー）。こちらでは、前述した鳥型偵察機について、生きた鳥をサイボーグ化したという設定になっている。
ドッグ・ハンドラー・プレデター
『プレデターズ』に登場。ドッグ・ハンドラーとは犬の訓練士の意味。
その名の通り、プレデターの猟犬を操る役目を携わり、人間でいう犬笛と同じように音声で猟犬を指揮し、獲物を追いたてる。
マスクの左目部分に大きな傷があり、顎部には猟犬のものと思しき牙が2本前方へ向かってついている。他の2体と服装が異なっており、胸当てがない代わりに上半身に犬の鎖を巻いている。髪はクラシック種同様黒だが、一部が青緑になっている。彼のプラズマキャノンは、人体を一発で粉々にできる威力を持つ。
単身でアジトに侵入し、ノーランドをプラズマ・キャノンで殺害し、次にニコライを殺そうとするが、ニコライが所持していたクレイモア対人地雷などによる自爆に巻き込まれ爆死。
ネカ社のプレデターズ アクションフィギュアでの名称はTracker(トラッカー)。（フィギュアなどでは、こちらの名称の方が多い。）

### クラシック・プレデター
『プレデターズ』に登場。1作目に出てきたプレデター・ウォーリアーと同じデザインをしているが、マスクが破損している。
ミスター・ブラック・プレデター率いるプレデター達によって柱に縄で縛り付けられ、獲物を誘き出すための囮にされていた。後にロイスに船の場所を教えるかわりに縄をとかれ、周囲に放置してあった装備を装着し、ガントレットを使ってロイスに船の場所を教え、自動航行装置によって地球へ帰還させようとする。しかしそこに現れたミスター・ブラック・プレデターと戦闘になり、死闘の末に首をリスト・ブレイドで切断され死亡。船はミスター・ブラック・プレデターの遠隔操作で爆破されてしまう。
ロイスに対しては言葉こそ返さなかったが、猟場の惑星と太陽系のホログラフィを連続して表示させており、ロイスが地球人であることや、そこへ帰りたいという意思を理解していた。
ネカ社のプレデターズ アクションフィギュアでの名称はClassic（クラシック）。

### フジティブ・プレデター
『ザ・プレデター』に登場。遺伝子交配によって人のDNAが組み込まれたハイブリッドで、だからかどうかは不明だが、地球の植民地化を図るプレデターの一派を阻止するべく、対プレデター用のパワードスーツを地球に提供するべくやってきた。過去作と違い、地球人を助けるために地球にやってきてはいるがその行動理念は慈愛などによるものではないらしく、地球に墜落すると近寄った米兵に攻撃をかけて殺害後、吊るしたり、スターゲイザーに捕縛された際は脱走時に周辺の武器を持った人間を徹底的に殺害している等、獰猛さは変化していない。本作において映像作品としては初めて地球人の銃器を強奪して使用するシーンがある他、自身の爪を使って人間を殺害している。素顔はウォーリアーとクラシックに似ている。
アサシン・プレデターの追撃を受けながら地球にやってきたが墜落後に現地に居合わせた米軍特殊部隊であるクイン達と交戦し、宇宙船のOSデバイスとフェイスマスクを奪われた挙句に失神に追い込まれ、スターゲイザーに捕縛される。その後、スターゲイザーの施設を脱走。施設にあった他のプレデターのフェイスマスクの逆探知機能を使い、奪われた装備をクインの息子であるローリーが所持していることを突き止め、奪還に動くもアサシン・プレデターに捕捉され、交戦するも圧倒的な能力差になすすべもなく、殴打で顔面を潰されて死亡。さらに脊椎を引き抜かれるという完全たる敗北を喫する。その後、パワードスーツを積んだ宇宙船もアサシン・プレデターに爆破され、フジティブの目論みは失敗したかに思われたが、事前に組み込んでいた安全機能によってパワードスーツは脱出させられており、無事に地球人の手に渡った。

### アサシン(アルティメット)・プレデター
『ザ・プレデター』に登場。異種族との遺伝子交配によって生み出された新しいプレデター。通常のプレデターの2倍近い身長を持ち、外骨格生物の遺伝子から体皮を硬質化させる能力を持つ。硬質化すると銃弾はおろかプレデターのリスト・ブレイドさえ通じず、逆にへし折られてしまうほどで、他にもプラズマキャノンの直撃を受けてもほとんどダメージを受けないなど、圧倒的な堅牢さを誇る。身体能力も強力でフジティブ・プレデターのプラズマキャノンの砲弾を発射後に回避する反射神経を持ち、片腕でフジティブを放り投げ、パンチ1発で顔面を砕いて殺害している。噛みつきで人間を殺害するなど過去に登場するプレデターとは一線を画す能力を持つ。また、ヘルメットを着用せずにサーモグラフィなど電子デバイスを視覚投影していることからなにかしらのインプラントを施されている模様。装備は両腕部に集中しており、プラズマキャノンも腕部に装着されている。プレデターズに登場したものとは別種の猟犬を二匹つれている。この他、車をハッキングして使用不能にするなど、電子機器の扱いにも長けている。
顔は通常のプレデターと酷似しているが、体色は赤い模様がある黒。右腕に一枚刃のリスト・ブレイド、猟犬をつれている、二枚刃のフジティブと敵対しているなどバーサーカー・プレデターに共通する点があるが、関連は不明。
地球の植民地化を図る一派に属しており、その妨害のために地球に対プレデター技術を提供するフジティブ・プレデターの抹殺と提供技術の抹消を目的として地球にやって来た。宇宙船で地球に降下した際に米空軍戦闘機と交戦し撃退後、フジティブを補足して戦闘を挑み、瞬殺。その後、フジティブの残した装備品の抹消のためにフジティブの宇宙船墜落現場を襲撃し、装置の保護のために集まっていたスターゲイザー隊員やクイン達アメリカ兵士と交戦することになる。更に現場に居合わせたクインの息子であるローリーの高い記憶能力に目をつけ、遺伝子交配の原料にするべく彼を拉致しようとする。その際、スターゲイザー隊員が用意していた翻訳機を用いて拉致行為を予告し、兵士たちに臨戦態勢を取らせた上で行動するというプレデター特有の狩猟の習性を見せている。
フジティブの宇宙船を爆破後、スターゲイザー隊員を皆殺しにしてローリーを捕縛し、自らの宇宙船に乗って去ろうとするがクイン一派の攻撃によって宇宙船を撃墜される。地上でクインと戦うが自らの宇宙船の防御シールドに巻き込まれて片腕を切断。その腕に装着されていたリスト・ブレイドにクインが爆弾をはめ込み、脚部に撃ち込まれ起爆されて致命傷を負う。最期はクインに至近距離から拳銃で顔面を撃たれ死亡した。　

### フィアラル・プレデター
『プレデター：ザ・プレイ』に登場。1700年代の地球にやってきたプレデター。
フィアラル（feral）は「野生の・野性的な」を意味する英単語である。
過去作品に登場した種族とは風貌が異なっており、何らかの生物の頭蓋骨（その頭蓋骨は、『プレデターズ』に登場したリバー・ゴースト・エイリアンの物に酷似している）を加工したと思われるヘルメットを着用しているが、このヘルメットは過去に登場したプレデターと違い口元を隠しておらず、牙状の触手が常時露出している他、頭髪が細く毛量が多い点、身長約205cmとシリーズ史上最も小柄な体格である点が大きな特徴である。また、獲物の首を刎ねたり、網状の服を着ていないこと等、バーサーカープレデターの種族に似通った習性も持つ（ただしリストブレイドは二枚刃）。プラズマキャノンを装備しておらず、代わりにヘルメットの照準器と連動して矢が誘導できる手持ち式のボウガンを装備している。素顔は過去作に登場したプレデター達のいずれとも異なっており、吊り上がった目と目の間隔が広いが顔の幅自体は狭く、額が縦に長い顔つきをしている。顔面部に棘は全く生えておらず、外顎が左右ではなく上下方向に大きく動くなど細かな相違点がある。
その他に二連刃のリストブレイドに光学迷彩装置、医療キット等の従来のプレデターの装備の他、伸縮分割可能なスピア、展開式の盾兼ブレード、蛇腹剣型のヒートナイフ、手投げ式ネット弾、ガントレット内蔵の時限式ドローンボム等を装備する。
北米のコマンチ族の縄張りに降り立ち、狼やヒグマ等、野生生物を狩っていた。その過程でコマンチ族と接触し、数名と交戦して全員殺害している。野生生物を狩っている場をフランス人入植者に見られていたのか、彼らから貴重な生物として目を付けられており、捕縛の為に多数の人間が投入されるが巧みな戦闘技術で全員を返り討ちにする。その後、コマンチ族の主人公ナルの実兄であるタアベと交戦して殺害したことからナルの復讐の相手とされる。
ナルによっておびき寄せられ、背後からの奇襲でヘルメットを強奪されたことから彼女を追跡し、罠の仕掛けられた森で交戦。体温を抑える薬草を飲んでいたナルや彼女の飼い犬サリィの攻撃に翻弄され、自分の武器で過って右腕を切り落としてしまうなど苦戦させられた挙句、最期はタアベとの交戦時に見せていたヘルメットのボウガン誘導機能をナルに逆用され、自分で放ったボウガンの矢を頭部に受けてしまい死亡した。

### フォーアーマー・プレデター
コミック『プレデターズ：プリザーブ・ザ・ゲーム』に登場。
腕が4本あり、プレデターの中では一回り大きいプレデターで、突然変異で誕生したプレデターという設定である。

### ブロークンタスク（牙折れ、ダチャンデ）・プレデター
イエインデ（牙折れ）というニックネームを持ち、"ブレイブ・ワン"とも言う名前も持つ。小説（ノベル）及コミックAVPの『AVP： Prey』、『AVP： Hunter's Planet』、『AVP： War』の3部作シリーズに登場したプレデター。エイリアン狩りを指揮していた奇襲隊のリーダー。
その名の通り、牙が一本欠けてしまっている。
プレデターの闘いの儀式で接近戦でエイリアンを5匹倒したことがある。宇宙船の事故で負傷していたところを人間に捕えられ、治療を受けたことがあるため、人間に対して恩義を抱いている所がある。
地球人の殖民惑星リュシで日系人のマチコ・ノグチと出会い、共に行動する。ノグチはダチャンデの名を正しく発音することができなかったため、彼をダ・ドトゥと呼び、またダチャンデ・プレデターは、自分の名ダチャンデから、ダチャンデ・ディ（小さなナイフ）という名誉の名をノグチに与える。最後別れる際、お互いに名付けた名を呼び合うなど、強い仲間意識を持ったことがうかがえる描写がなされている。
その後のエイリアンVSプレデターシリーズに大きな影響を与えたキャラクターであり、以上のシークエンスや設定などが引き継がれている。

### トップノット・プレデター
コミック『エイリアンVSプレデター: ブラッド・タイム』に登場した9人からなるヤング・ブラッドの一族のリーダーのプレデター。
牙折れと提携していた。
牙折れと行動していたマチコ・ノグチと情報交換する為、英語の手話を使ってノグチと"話す"事ができた。

### ショーティ
惑星リュシの攻撃に加わっていたヤング・ブラッド一族の若いプレデター。
平均的なプレデターより背が低い為、マチコ・ノグチは彼の事を、チビやかわいこちゃんを意味する"ショーティ"という屈辱的な名を付けて呼んでいた。
惑星リュシの攻撃の後、ヤング・ブラッドの一族のリーダーであるトップノットの命令で、惑星ブンダでマチコと対決する事となるが、ノグチとの闘いに敗れ殺される。

### スマイリー
スマイリー（Smiley）と呼ばれていた若いプレデター。無名の人間の植民惑星のジャングルでエイリアン狩りをしていたヤング・ブラッド一族のメンバーで、クイーンエイリアンを倒す。

### ライトステッパー・プレデター
コミック『エイリアンVSプレデター: デュエル』に登場した若いプレデター。"ワン・ハンド"とも呼ばれる。
ヤング・ブラッドの一族のプレデターで、地球上に放たれたエイリアン狩りの儀式の為9体の一族と共に世界を旅していた。ツーストライプスとエイリアン狩りで競合していた。
彼はエイリアンとの闘いで右腕を失いながらも、エイリアン1体を倒した。ツーストライプスはそれを待っていたかのようにライトステッパーが倒したトロフィーを盗もうと、エイリアンの頭と首を切り取り、自分で偽装の傷を付け、瀕死のライトステッパーを無装備のまま死んだという事で置き去りにされる。生きていた彼はトップノットの元に帰り、ズルをしたツーストライプスは罰として、エイリアンの大群の中、1人で置き去りになる。
後にブロークンタスク（牙折れ）らと共に地球人の殖民惑星リュシでのエイリアン狩りに参加した。
植民地海兵隊の救援隊が惑星リュシに到着した時、海兵隊達が無装備で意識を失って倒れていたライトステッパーと彼の壊れた彼の宇宙船を発見した。海兵隊達は彼を殺さず運びだそうとした時、宇宙船内からクイーンエイリアンを始めとするエイリアンが待ち伏せし海兵隊達を攻撃した。
海兵隊はエイリアン達を倒しながら逃げようとするが、プレデリアンも現れ多数犠牲者が出る。一方、意識を取り戻し目覚めた彼も海兵隊達と交戦しながらエイリアン狩りをした。
彼は唯一生き残った海兵隊のグラス船長と対決したが、プレデリアンがグラス船長を襲い邪魔された為、グラス船長を助けた。そしてライトステッパーがプレデリアンと戦っている時、グラス船長はライトステッパーを護衛して一緒に力を合わせてプレデリアンと戦うなど、最終的にグラス船長と彼は互い敬意を示し和解した。
『AVP： War』でマチコ・ノグチがプレデター達の宇宙船に乗った時、ライトステッパーはグラス船長をほのめかし、グラス船長に敬意を示してグラス船長が頭にバンダナとして身に付けていた海兵隊の旗を彼の失った右腕に誇らしげに身に付けていた。

### ツーストライプス・プレデター
ヤング・ブラッド一族の若いプレデター。赤いプロテクターを身に着けている。
一族のリーダーのトップノットやライトステッパーら8人の一族と共に地球上に放たれたエイリアンを狩る為世界を旅していた。ライトステッパーとエイリアン狩りで競合していたが、ライトステッパーが倒したトロフィーのエイリアンの頭などを盗み、自ら傷を付け一族のリーダーであるトップノットの元に自分がエイリアンを倒したと騙して報告した。しかしライトステッパーに付いていた他の2人のプレデターのハンターがそれを見ていた為、トップノットは彼が仕出かした事をすでに知っていた。罰として彼は死刑を宣告され、惑星から宇宙船が去る時エイリアンの大群の中に彼1人だけ無装備・無武装のまま置き去りにされた。

### カプコン版AVPに登場するプレデター
ゲーム『エイリアンVSプレデター』に登場するプレデター達。劇中では3名が登場しており、当初は人間狩り目的で地球に降り立ったが、舞台である海上都市サン・ドラドでのエイリアン大発生に遭遇。包囲され窮地に立たされていたシェイファー達を救い「生キノビタケレバ・共ニ・来イ」と告げ、共闘しながら異常繁殖したエイリアン達を狩ることになった。
内2体はプレイアブルキャラクターとして登場し、それぞれウォーリアーとハンターという、過去作品に登場したプレデターの姿と名称を与えられている。ウォーリアーはスピア、ハンターはナギナタを装備しており、ゲーム的な性能の違いがある。
エイリアンを「虫」と呼称し、生態も熟知しており変異体やクイーンなどの強力な個体と対峙しても、動じる様子は全くない。
作中、ボスキャラクターとしてもプレデターが登場し、プレデターでプレイしている場合はプレデター同士の対戦となる。
地球の言語を理解し、上記のように流暢ではないものの話すこともできるため、人間と明確な意思疎通を図ることができるプレデターでもある。

### サムライビッグレッド・プレデター
『バットマン・デッドエンド』に登場したプレデター。ビッグレッド（Big Red）とも呼ばれる。その名の通り、赤い鎧武者のような姿をしており、腰にはナタのような物を装備している。
ファン創作のキャラクターではあるが、造形は映画製作に参加したスタッフによるものである。

### スカーフェイス・プレデター
ゲーム『プレデター・コンクリートジャングル』の主人公。
作中に登場する氏族『ダーク・ブレード・クラン（Dark Blade clan）』に所属する戦士の一人。
その名の通り、左目が潰れており大きな傷跡になっている。隻眼であること以外は通常のプレデターと同様の姿をしており、衣装に関してはゲーム内のスキン変更機能により過去シリーズに登場したプレデターやゲームオリジナルデザインの衣装に変更することも可能である。
デフォルトの衣装とマスクは『AVP』に登場したケルティック・プレデターに近く、マスクの左目と左胸の装甲部分には傷跡のようにも見える暗赤色のペイントが施されている。
1930年、ニューウェイシティを牛耳るギャングボス、ブルーノ・ボルジアを襲撃。ブルーノの殺害に成功するが、その妻イザベラの反撃により片目を失う重傷を負わされてしまい、ついには自身のマスクや武器を人間達の前に落としたまま逃走。小型宇宙船を用いた広域自爆を試みるも失敗し、生き残ったところを仲間達に回収された後、名誉の掟に反したペナルティとして凶暴な甲虫型生物が巣食う惑星へ100年間の流刑に処された。
刑期を生き延びクランへ復帰したところ、100年前に残していった自身の装備がボルジア一族の手に渡り解析され、クランの仲間が逆に狩られる事態となっており、それらを含めた自身の罪を償うために再び地球へ舞い戻る。
ゲーム内で「他の個体より年長で力強い個体である」事が言及されており、それは人体を素手で引き千切り他のプレデターが脱出できなかった電磁拘束具も破っていることからもうかがえる。また、掴み上げた獲物を鉄柵に叩きつけて背骨を砕く、槍で突き上げ落下してきたところを両断するなど、格闘戦時の技が多彩なのも一つの特徴となっている。扱える武器の数も多く、通常のスピアとは異なる双刃の薙刀・グレイブとトンファー状の巨大な刃物・マウルというゲームオリジナルの武器を所有している。

### ロングスピア・プレデター
ゲーム『プレデター・コンクリートジャングル』に登場。
後述のストーンハート、スウィフトナイフとは兄弟でスカーフェイスと同じくダーク・ブレード・クランの一族。
2人の兄弟と共にネオノポリス（旧称ニューウェイシティ）へ狩りに訪れたが、ブルーノ・ボルジアの子孫ハンター・ボルジアの一味に捕らえられ、ボルジアの研究所で人工頭脳を埋め込まれ、洗脳や半サイボーグ化などの改造処置を受け奴隷とされてしまった。
改造を施されたプラズマ・キャノンによる多彩な射撃で襲ってくるが、捕らえられた際に片腕を失っているため接近戦は不得手。
最後は一族の兄弟であるスカーフェイスと戦い、名誉ある死を迎えた。

### ストーンハート・プレデター
ゲーム『プレデター・コンクリートジャングル』に登場。
ロングスピア、スウィフトナイフとは兄弟で、スカーフェイスとも同族である。
2人の兄弟と共にネオノポリス（Neonopolis）へ狩りに訪れたが、ハンター・ボルジアの一味に捕らえられ、ボルジアの研究所で拷問や人工頭脳を埋め込まれるなど、半サイボーグ化処置を施されボルジアの奴隷となってしまう。
サイボーグ化処置によって作中の他のプレデターより筋骨隆々の体格をしており、武器は所持していないが強力な拳打で攻撃を行う。
最後は一族の兄弟であるスカーフェイスと戦い、名誉ある死を迎えた。

### スウィフトナイフ・プレデター
ゲーム『プレデター・コンクリートジャングル』に登場。
ロングスピア、ストーンハートとは兄弟でスカーフェイスとは同族。まだ若く、他の兄弟に比べ実力は低い。
ハンター・ボルジアに捕らえられ、2人の兄弟と共に研究所で拷問や洗脳、半サイボーグ化処置を受け、ボルジアの奴隷となる。
最後は一族の兄弟であるスカーフェイスと戦い、名誉ある死を迎えた。

### ダーク・プレデター
FPSゲーム『Aliens vs. Predator』のプレデターシナリオの主人公。名前はストーリー内では語られないが彼のスキン名はダーク（Dark）となっており暫定的に彼の呼称として用いられる場合もある。
作中での他のプレデター達の台詞から、（未成年ではないにせよ）若年である。
両腕にリストブレードを装備している。当初は自分のマスクを嵌めているが、中盤で遺跡から回収した先祖(ロード・プレデター)のマスクに変えている。後者のマスクのデザインはかなり独特なデザインをしている。
ゲーム本編においてエイリアン狩りの儀式を成功させた後、プレデター達の新たなるリーダーとして君臨することが語られている。

### ロード・プレデター
FPSゲーム『Aliens vs. Predator』に登場。
ゲームの舞台「BG-386」のピラミッドに埋葬されていた古代のプレデター。
上記のダーク・プレデターは彼の子孫である。

### ウルフ・プレデター
FPSゲーム『Aliens vs. Predator』に登場。

### クロウ・プレデター
FPSゲーム『Aliens vs. Predator』に登場。

### スパルタン・プレデター
FPSゲーム『Aliens vs. Predator』に登場。

### ストーカー・プレデター
FPSゲーム『Aliens vs. Predator』に登場。

### プリンスプレデター
FPSゲーム『Aliens versus Predator 2』に登場。

### 古代プレデター
FPSゲーム『Aliens versus Predator 2』に登場。
惑星LV-1201に狩りにやって来た、巨体のプレデター。

### ホーンズモンスター
コミックと小説『プレデター: ビッグ・ゲーム』と続編の『プレデター: ブラッド・オン・ウィッチ・メサ』に登場したプレデター。アガルディシ（Agaldishi）とも呼ばれる。
ナバホ族の伝説の怪物「ホーンズモンスター」の名に因んでそう呼ばれていた。
ニューメキシコ州の砂漠地帯に現れる。ナバホ族の陸軍軍人エノク・ナカイ伍長との戦いで死亡。
昔、ナカイ伍長の祖父とも遭遇しており、祖父はスピアを手に入れていた。
エノク・ナカイ伍長は祖父が手に入れたプレデターのスピアでプレデターと戦い首を跳ね倒したのであった。

### スプリングヒーレッドジャック
スプリングヒーレッド（ばね足）ジャックとも呼ばれた。コミック『プレデター: ネメシス』に登場したプレデターで、1881年にインドのベンガル地方と1896年イギリスのロンドンに現れた。巨大な剣のような刃物を持つ。
ベンガル地方に現れた時は、地元の村民からヒンズー教の悪魔「羅刹天」の伝説となっていた。ベンガルの村人やイギリス海軍人達を襲い、エドワード・ソームズ船長のみ生き残る。
後に1896年当時イギリスロンドンを震撼させた謎の切り裂き魔、「切り裂きジャック」か、その数十年前の「バネ足ジャック」が元となっている。ベンガルで唯一生き残ったソームズ船長を再び狩りの獲物として捕らえる為、イギリスロンドンでソームズ船長を追うが倒された。

### ビッグママ
コミック『エイリアンVSプレデター: デッドリスト・オフ・ダ・スピーシーズ』に登場した、ビッグママという愛称で呼ばれていた女性プレデター。女性のプレデターであるが、外見が平均的な男性プレデターと変わらない姿をしている。
リュシアン・ドラクロワという遺伝子組み換え企業の男により、人間とエイリアンとプレデターの3つのDNAを組み合わせたクローン人間として誕生した彼のトロフィー妻であるキャリン・ドラクロワに、忍び寄って何度もストーキングして付回していたが、後でキャリンの味方となる。
また彼女の宇宙船にはプレデターのトロフィーとして、クイーン・エイリアンを始めとするエイリアンの頭蓋骨から、その他の頭蓋骨（カメオとしてX-MENのウルヴァリンのアダマンチウムの爪の手、マグニートーとサイクロプスの頭蓋骨やバットマンの頭蓋骨もある）などが飾られていた。

### シシュクック（Shesh-Kuk）
小説『プレデター: フォーエバー・ミッドナイト』に登場したプレデター。
冷酷で秩序なプレデターである。
惑星ミッドナイトの人間の入植地を攻撃した。

### ベトカーチ（Bet-Karh）
小説『プレデター: フレッシュ・アンド・ブラッド』に登場したプレデター。

### シスターミッドナイト
コミック『エイリアンVSプレデター/ウィッチブレイド /ダークネス: オーヴァーキル』に登場した、珍しい女性のプレデター。
右肩にショルダー・プラズマキャノンを装備。ヘルメットには額の辺りから3本の赤いレーザーの照射ができる、鋭い角が2つついた他のプレデターのヘルメットとはデザインが違うヘルメットを被っている。
ウィッチブレイドのサラ・ペッチーニとザ・ダークネスのジャッキー・エスタカードが遭遇。
最後は悪魔から生まれたエイリアンである、ダークエイリアンを排除する為、彼女は自爆装置で自爆し死亡。

### その他のプレデター
シェイファーが戦ったプレデター達
小説とコミック『プレデター: コンクリート・ジャングル』、『プレデター: コールド・ウォー』、『プレデター: ダーク・リバー』に登場したプレデター1のダッチ・シェイファーの弟が戦ったプレデター達。
ニューヨークでギャング達を次々と抹殺。地下鉄でも次々と襲い、後にニューヨーク市警察の刑事シェイファーを付け狙い戦う。プレデター軍団とニューヨーク市警＆一時的手を組んだギャングとのニューヨーク市で全面戦争状態にもなった。
シェイファーはプレデター1で兄が戦った舞台、バル・ベルデで3人のプレデターと戦った。
ロシアのシベリアにある石油精製所付近でプレデターの宇宙船が墜落し、シェイファー率いるアメリカの部隊とロシアの調査部隊の合同隊とも戦う。
プレデター レース・ウォーのプレデター
同名コミック『プレデター: レース・ウォー』に登場したプレデターでとも言う。シカゴでクロス率いる自衛団・傭兵がギャングのボス、エンリケ・セレッソとエスタバン・ロハス・エレーラと戦っている時に、ギャングを狩る為来襲し、クロスに殺された。
アフリカのアンゴラにも現れ、クロス率いる傭兵部隊の兵士達の生皮を剥いで木に吊るして殺害した。
後にクロスはシカゴの暗黒街で自警団を組織し、プレデターはシカゴで彼と対決。
その後、殺人容疑でアリゾナ州のパロベルデ州刑務所に服役する事となった殺人犯マーク・アンソニー・タワーズを狩りの獲物として殺すため、「キャニオンキラー」と呼ばれたプレデターが刑務所に忍び込んだ。
実はタワーズはアリゾナ州の峡谷でプレデターが人を殺す処を目撃した為、殺人犯に間違えられた。
プレデターは次々と囚人を襲いながら独房に向かうが、プレデターの後を追って刑務所に潜入していたクロスは囚人達とプレデターと直面。
プレデター 4次元からの侵略者のプレデター
同名コミック『プレデター: 4次元からの侵略者』に登場したプレデター。1959年の映画の都ハリウッドにプレデターの宇宙船が不時着し、現れる。4D眼鏡を使ったエイリアン侵略のSF映画を製作していた映画スタジオで働く、父親が造った4D眼鏡を掛けた11歳の少年トミー・アンダーソンはプレデターの宇宙船が不時着した場所に駆けつけた。
プレデターは小さなエネルギー・グレネードという武器で遊んで、エネルギー・グレネードは電気的な繭に目標を包んだ。トミーがプレデターのエネルギー・グレネードを3つ盗んで逃げた為、狩りのトロフィーにしていなかったがエネルギー・グレネードを取り戻す為、トミーの後を追いかけた。
トミーが盗んだエネルギー・グレネード1個を使い攻撃して来たのでプレデターも攻撃している。
トミーは警察官に事情を話し、4D眼鏡を掛ければプレデターが見えると説得するが警察官は相手にせず。そしてその様子を見ていたプレデターが警察官を殺害した。
トミーは叔父がいるアメリカン・インターナショナル・ピクチャーズに逃げ事情を説明するが、大人は誰も信じない。トミーの後を追ってプレデターは次々と殺す。
トミーと叔父はエイリアン侵略のB級SF映画のプレミアムが上映しているドライブインシアターに逃げるように行き、プレデターはトミーの後を追い詰めた。プレデターは手を出すと、トミーは盗んだエネルギー・グレネードをプレデターに渡し返し、プレデターは何事もなかったようにトミーから去って行った。
バッドブラッド
コミック『プレデター: バッド・ブラッド』に登場。
ニュージャージー州パイン・バレンズの国立公園近くの森林地帯に裏切り者の逃れ者のプレデターの宇宙船が不時着。森でペイントボールのゲームをしていた裁判官や弁護士らメンバーを次々と抹殺して行った。
裏切り者のプレデター「バッドブラッド」を始末する為、1人のプレデターも追ってやって来た。ペイントボール組織のリーダーで、元CIA捜査官ジョン・プニックや指揮官クロード・ラウダミルク始めとするCIAのタスクフォース達は、この2人のプレデター同士の恐ろしい戦いの場に巻き込まれる。
「バッドブラッド」とも呼ばれるこのプレデターには頭の額と手の表と右胸に赤い紋章のようなマークの刺青を入れており、人間で言う左眉辺りと胸の3ヵ所にピアスを付けている。武器は剣と槍とリストブレイドで、装備に左肩には彼が倒したプレデターの頭蓋骨を装着し、膝にも何かの頭蓋骨が取り付けられている。
サイドショウ社からBad Blood（バッドブラッド）の愛称でフィギュア化されているが、刺青やピアスはしていないなど、コミックのプレデターとは多少デザインが異なっている。
バッドブラッドと戦ったもう1人のプレデターは三鍬形の兜のような3つの角が付いたフェイス・マスクを被り、メタリックシルバーのプロテクターを身に付けている。
不名誉な裏切り者のバッドブラッドを始末するプレデター隊の中から派遣されたプレデターで「エンフォーサー（Enforcer）」や「ポリスオフィサー（Police Officer）」などとも言う。武器にショルダー・プラズマキャノン、リスト・ブレイド、コンビスティク・スピア、レイザーディスクを装備している。森でバッドブラッドの宇宙船が爆発するが彼は助かり、バッドブラッドを捕らえる任務にあたっていた為、人間狩りはしなかった。最後は森でバッドブラッドを追い詰めるが死闘の末倒された。
ゴーリーウォンプ
コミック『プレデター:スターリング・ルー』に登場したプレデター。ルイジアナ州バイユー・ラフォーシュの沼地に現れ、マスクラットを食べながら現地の人間達を次々と殺し、森で生皮を剥いで木に吊る。
武器にリストブレイドやレイザーディスクやシュリケン・ダーツという手首の甲冑から発射する手裏剣のような武器などを装備。
マスクラット狩りをしていた3人の猟師がプレデターの後を追い、人間の皮を剥いでいたプレデターを発見し、ショットガンの猟銃で撃ち、プレデターのドレッドヘアーの管の一部と口の一部を負傷させた。リストブレイドやレイザーディスクなどの武器で猟師2人を殺し、1人生き残った猟師ルブランと1対1で対決した。
その時、相手が武器に木の枝を持っていた為、プレデターも装備を全て外し、彼と対等で戦う為、木の枝で戦った。
戦いの最中、最後は底なし沼にはまり沈んで息絶える。最後はルブランが沼の中からプレデターの遺体を引き出し、彼は倒したプレデターの頭を鍋でスープにして煮込んでいた。
彼ら猟師3人はプレデターの事を地元のブードゥー教の伝説の未確認生物のワニ、ゴーリーウォンプ（Gollywomp）だと呼んでた。
プレデター ジャングル・テイルスのプレデター
コミック『プレデター: ジャングル・テイルス（またはプレデター: レイテ・オフ・パッセージ）』に登場したプレデター。
ケニアのサバンナで、老いたマサイ族の戦士が若い頃、ライオンを倒す儀式の時、出くわして倒した若いプレデター。この若いプレデターも儀式で狩りの為、地球にやって来たプレデターであった。
このマサイ族がライオンを倒した後、村に戻ると村人達が生皮を剥いで木に吊るして殺害されており、ライオンを倒した彼を狩りの獲物として付け狙っていた。
最後は死闘の末、このマサイ族の戦士に倒され、首を跳ねられる。
そして、マサイ族の前に1人の仲間のプレデターが現れるとマサイ族を殺さずに、さっさと逃げるように彼の前から星空の彼方へ宇宙船で飛び立って行った。
倒された彼の頭蓋骨は、マサイ族の戦士が使う盾に戦利品の装飾として使われた。リスト・ブレイドはこのマサイ族が狩りの武器道具として使う為に手に入れ装備している。
「Dudu Ya Porini」の伝説を生む。
コミックの表紙にはライオンと戦っている姿が描かれている。
プレデター ザ・プライド・アット・Nghasaのプレデター
コミック『プレデター: ザ・プライド・アット・Nghasa』に登場。
1936年のアフリカのケニアに現れた。夜に鉄道の線路を轢く仕事をしていた、労働者達を次々と殺害。有能なハンターと2人のパークレンジャーとアフリカ人の助手がプレデターの後を追う。プレデターは地元住民から「森の悪魔（demon of the forest）」と呼ばれていた。
プレデター ブラッド・フェウドのプレデター
コミック『プレデター: ブラッド・フェウド』で戦国時代と現代の日本に現れたプレデター。
名前は不明だが、日本の鬼伝承に基づき、プレデターは鬼（または悪魔とも呼ばれた）だったという設定のもと、劇中の登場人物はプレデターの事を鬼と呼んでいた。
鬼ことプレデター達は奇襲攻撃で徳川綱吉将軍の軍勢を壊滅的打撃を与える。神道に仕える瞑想深い菅井藩主は、鬼と1対1の最終決闘させる為、選ばれた3人の侍の中から、1人の盲目の侍を選び、鬼と対決させ、この侍はプレデターを打ち倒す。
300年の時を経て、再び鬼と闘う運命にあるという菅井の予言の元、プレデターは現代の東京に現れ、剣術道場の営む盲目の剣術の達人ジュッタ・タナカを狩るため、探し出し、ジュッタの道場を襲う。ジュッタは300年前、鬼と呼ばれたプレデターと対決した盲目の侍の生まれ変わりの子孫であり、彼には300年前のプレデターと戦った過去のビジョンが見える。
最終決闘の地である日光で、300年前プレデターを倒した古代の日本刀を持ったジュッタと死闘の末に殺される。
突如現れた仲間のプレデター達により彼の遺体は宇宙船に運ばれ、地球から去って行った。
プレデター ブラッディ・サンズ・オフ・タイムのプレデター
同名コミック『プレデター: ブラッディ・サンズ・オフ・タイム』に登場したプレデター。第一次世界大戦でヴェルダンの戦いなどに現れたプレデター。
ドイツ軍とフランス軍の兵士達を次々と抹殺して行った。
マスクを落としてしまい、ジャン・ブラナードの部隊に回収された。
1968年のベトナム戦争でも人間狩りで現れている。
プレデター デーモンズ・ゴールドのプレデター
同名コミック『プレデター: デーモンズ・ゴールド』に登場したプレデター。1939年に6人のナチス・ドイツ軍の将校が南米エクアドルの山脈で銃を突きつけ、1人の現地の少年の手を縛り無理やりガイド役にして古代インカ帝国の黄金の財宝を探している時に出くわしたプレデター。
6人のドイツ軍達は人間の顔の形をした不気味な洞窟に到着し、財宝を見つけるが、前々からこのドイツ兵の動きを見張っていた、プレデターが光学迷彩装置で待ち構え、突然現れてスピアやリスト・ブレイドやショルダー・プラズマキャノンなどを使って次々と6人のドイツ兵を抹殺して行った。
1人残された少年の前に立ったプレデターはリスト・ブレイドを取り出すと、少年を殺さず、縛られていた少年の手の縄を解いてやり、少年の前から去って行った。
彼らナチス達はプレデターがインカ帝国の財宝を守る守護だと思い込んでいた。
プレデター ゴッズ・トゥルースのプレデター
コミック『プレデター: ゴッズ・トゥルース』に登場したプレデター。
1926年のフロリダ州エバーグレーズの湿原地帯で、刑務所から脱獄した囚人を狩りの獲物として付け狙う。脱獄囚を追う看守がプレデターに狙われることになる。
プレデター ヘル&ホット・ウォーターのプレデター
同名コミック『プレデター: ヘル・アンド・ホット・ウォーター』に登場。チリ南部沖の海に彼の宇宙船が到着。スペシャルオペレーションズのレイフ・クロマティ船長率いる6人のダイバー部隊が宇宙船が到着した、海域の探索調査に乗り出した時、彼らは海底でプレデターと戦う事となった。
これまでのプレデターは主にジャングルやビルなど地上で狩りを行っていたが、この作品のプレデターは珍しく水中で狩りを行うプレデターである。
なので、足に人間のダイバーが使う足ひれのフリッパーと同じのを着けて水中で自由に狩りをする事ができた。
スキューバ用のフェイスマスクを被ったり、フェイスマスクを外すと背中に背負っている酸素ボンベ的な役割を果たす器材と繋がったスキューバ用マスクをつけたりして、水中でも息ができた。
武器に鋭い矢を発射するハープーン・ガンという大きな飛び道具飛の武器を使用していた。
このプレデターは人間以外にもダイオウイカや奇妙な白い巨大寄生虫など巨大な回虫のような未確認深海生物なども狩りの獲物として戦っている。
プレデター サウス・チャイナ・シーのプレデター
同名小説『プレデター: サウス・チャイナ・シー』に登場したプレデター。
南シナ海のタイとインドネシア近くのジャングルに覆われた島で動物を狩る為に世界中から様々な人間が集まってハンティングゲームを楽しんでいた。
プレデターはそのハンティングをしに来た人間達を狩る為島で彼らを襲った。
プレデター ノー・ビースト・フィアスのプレデター
同名コミック『プレデター: ノー・ビースト・フィアス』に登場したプレデター。
人食いライオンに夫を殺された金持ちの未亡人が夫を殺した人食いライオンを殺す為にハンターの一団を雇った。
プレデターはライオンと戦いに訪れた時に、荒野で人食いライオンを捜している彼らハンターの一団を次々と襲った。
プレデター バンプ・イン・ザ・ナイトのプレデター
同名コミック『プレデター: バンプ・イン・ザ・ナイト』に登場したプレデター。
フロリダに彼の宇宙船が墜落。3人の少年が夜に裏庭の森でキャンプをしていた時、1人の少年が近くで宇宙船と怪物（プレデター）を目撃したと証言した事から、3人の少年が沼の中でプレデターの後を追ってプレデターを調査していた。
少年達が罠を仕掛けながら逃げた為、プレデターは少年達を見つけた後、罠を掻い潜りながら後を追い少年の家にまで追って来た。
しかし、相手が殺意が無い子供だった為、プレデターは少年を殺そうとしなかった。
プレデター ハンテッドシティのプレデター
同名コミック『プレデター: ハンテッドシティ』に登場するプレデター。1947年のニューヨークのマンハッタンでトニー・ビンチェンツォとバーニー・ジンクスのマフィア間の縄張りの闘争の時、マフィア狩りで現れた。最後は手榴弾で吹き飛ばされる。
プレデター事件の事は軍事情報や警察らによって隠蔽された。
プレデター プライマルのプレデター
同名のコミック『プレデター: プライマル』に登場したプレデター。
グリズリー狩りの為アラスカの荒野に現れたプレデター。グリズリー親子を狩りの獲物として狙っていた為、怒り狂った凶暴な母グリズリーと戦ったり、森林火災に巻き込まれたりもした。主人公のフォレスト・レンジャーの女性はプレデターとグリズリーの戦いや森林火災から逃げなくてはならなかった。
このプレデターはショルダー・プラズマキャノンを装備していたが、母グリズリーと戦った時は主にリスト・ブレイドだけで戦い、最終的には武器も持たずに無装備の素手でグリズリーと戦った。母グリズリーとの死闘の末、最後は破れ、グリズリーを殺せず逃がしてしまう。グリズリー狩りに失敗した為、最後は壊れた自分の宇宙船に移動し、船内で自爆装置を発動させ、自爆した。
また鹿狩りも行っており、彼の宇宙船内には鹿の頭蓋骨なども飾られていた。
プレデター トリップのプレデター
同名の小説『プレデター: トリップ（同じアラスカが舞台の上のコミック「プレデター: プライマル」とは別の話）』に登場。
アラスカの森でグリズリーを血まみれに殺して吊るしていた。グリズリーの死骸を発見したレンジャーのスローンは侵入者の人間の仕業だと思いこんでいたが、宇宙船を発見し、グリズリーを殺したプレデターと遭遇した。
プレデター ホームワールドのプレデター
同名コミック『プレデター: ホームワールド』のプレデターで、イエローストーン国立公園に現れたプレデター。
プレデターの長老達の戦士としての掟に従わず、好き勝手に戦意も無い人間達も殺す事を楽しむ、3人組の若いプレデターがイエローストーンに現れ、現地の住民達を大虐殺。
1人の古代の伝説の長老のプレデター戦士は任務で、長老達に従わないこの若い3人のプレデターを抹殺する為、人間狩りはせず、彼ら裏切り者の3人のプレデターの後を追い、3人のプレデター達を始末する。ナチュラリストのマヤ・ベルイストロームと元戦場カメラマンのジョージ・マクスウェルと無名の政府組織の職員はプレデターと遭遇した。
ナチュラリストのマヤはプレデターの後をつけ、観察しており、プレデター達の起源は地球にあり、地球で進化したかも知れない言う仮説を考えていた。無名の政府組織は熱心にそれを興味を持っていた。
3人の若いプレデターを殺す為にやって来たこの長老のプレデター戦士には両腕に太陽の形をしたネイティブ・アメリカンの紋章に類似したような刺青があり、額にも刺青がある。両腕にはトゲが付いたバンドを身に着けており、プロテクターは身に着けておらず、トゲが付いたベストのようなものを着ている。後頭部の長いドレッドヘアーの管は他のプレデターより長く、紐で束ねている。
武器にリスト・ブレイドやネイティブ・アメリカンの紋章に類似したような紋章が刻まれた古代の槍などを持っていた。
また彼のフェイス・マスクはレザーライト装置が無く、頭や鼻にや顎に当たる部分などに模様が描かれ、顎部分がやや長くシンプルな楕円の形をしたマスクで、目は長細い菱形をしている。またバッファローとも素手で戦い殺さなかった。
プレデター ヘル・コム・ア・ウォーキングのプレデター
同名コミック『プレデター: ヘル・コム・ア・ウォーキング』に登場したプレデター。
武器にリスト・ブレイドと、2本の鋭い刃が付いたナックル・ブレードのような武器とショルダー・プラズマキャノンを装備していた。
1863年南北戦争のアメリカ南部オザーク山脈に現れ、北軍と南軍の兵士を次々と襲う。プレデターを倒す為、15歳の少年兵ジェシーやダッチ伍長、スポーキンズ、クーパー、チョクトー族のスタンディング・ベア始め、北軍と南軍らが手を組んだ小隊に倒される。
チョクトー族のスタンディング・ベアはチョクトー族の神話に出てくる悪魔はプレデターだと推測している。
プレデター キャプティブのプレデター
同名コミック『プレデター: キャプティブ』に登場したプレデター。
ネバダ砂漠のど真ん中で大富豪のタイラー・スターンがエイリアンの殺戮の生態を知る実験の研究の為建てた、あるエイリアン用の観察施設。そこで捕らえられた片腕を失ったプレデター。陸軍特殊部隊のフォークナー伍長は施設のセキュリティガードとして雇われていた。
フォークナー伍長は1984年にニカラグアでコントラ反乱軍の軍事練習キャンプの指導していた時、プレデターに襲われ全滅した事を経験するなどプレデターの事を知っていた。
プレデターは施設から逃げ出そうとするが、危険を察知したフォークナー伍長がニムロデ隊という攻撃隊を呼び捕まえようとした為、プレデターは次々と抹殺した。しかし最後はヘリが観察施設に近づいた時に、施設とヘリもろとも自爆装置で自爆し壊滅させた。
プレデター キンドレッドのプレデター
同名コミック及び小説『プレデター: キンドレッド』に登場するプレデター。
フクロウか鷹の鳥類を模したフェイス・マスクを被り、顔に1本の黒い線のペイントかなにかが施されていた。トロフィーとして人間の頭蓋骨を沢山集めていた。
武器にスピアやリスト・ブレイドやハンド・ブレイドという拳にはめて使う、ギザギザの刃が付いたナックルダスターのような武器などを装備。
1958年と1988年の2度オレゴン州の小さな田舎町フレンダークリークに現れた。最初は町郊外でリトル・バディ・ウイルコックスという少年が厳格な猟師の父親と夜の森でキャンプしている時、コミックばっか見ている少年を怒鳴りつけ、コミックを燃やされる。それで父親が嫌いで死を願っていたが、プレデターが現れ、狩猟しに行った少年の父親を、駆けつけた少年の目の前で殺害した。少年の悪夢となる。
30年後再びフレンダークリークに現れた。
殺人犯ジェームズ・マカッチャンら3人のギャングが町の独房から逃げ出すが、夜の森でプレデターが彼らを襲いマカッチャンの2人の仲間を殺した。そして夜の闇に紛れて町の住民達を襲った。大人になったバディは町の保安官マティスやマカッチャンらを襲った。バディは妻と子供と町を守る為、そして父親の仇をとるためプレデターと対決した。
プレデター ゼノジェネシスのプレデター
同名コミック『プレデター: ゼノジェネシス』に登場したプレデター。何十年も地球で人間狩りにやって来ているプレデター達。そのプレデターの侵略から地球を守る為、司令官のジョン・ダンサーと長年プレデター達と戦って来た不滅の日本の侍スボダイを中心とした傭兵や元英雄達が団結してできた、スペアヘッドという組織と戦った。
プレデター プレイ・トゥ・ザ・ヘブンスのプレデター
コミック『プレデター: プレイ・トゥ・ザ・ヘブンス』に登場したプレデター達。
アフリカなど地球の人類の間で第三世界南北戦争が勃発。殺戮な紛争の中、プレデターの対立する2つの氏族達が殺戮が続く地球を狩猟場として選び、ライバルの一族同士が争いながら、殺し合いをしている地球の軍隊達を狩りの獲物としていた。
エイリアンVSプレデター ゼノジェネシスのプレデター
同名コミック『AVP： ゼノジェネシス』に登場したプレデター。刑務所惑星に服役していたチャーリーという若い女性と、ボーイフレンドのエリオットが彼女を釈放するが、ある組織から見返りにある研究所にある研究のもの（エイリアンの卵）を盗むとという条件であった。チャーリーとエリオットが研究所に忍び込むが、プレデターは狩りの為、研究所のエイリアンを開放した。
エイリアンVSプレデター サンド・トラップのプレデター
『AVP：サンド・トラップ』に登場したプレデター。イラクに駐留していたアメリカ陸軍の兵士達がエイリアン狩りでイラクにやって来たプレデターと出くわした。
ドラゴン
コミック『AVP:アニュアル』に登場したプレデター。12世紀キリスト教の聖人、セント・ジョージのドラゴン退治の伝説に基づき、セント・ジョージが倒した野獣のドラゴンは実はプレデターだったという設定となっている。
12世紀頃の東欧ブルガリアのブロビロヴォ村にドラゴンを退治しに来たセント・ジョージは村付近の森で野獣ドラゴン（プレデター）を見つける。激しい怒りの闘いの末、プレデターはセント・ジョージの剣に胸を貫かれて倒された。このプレデターの遺体及び宇宙船の残骸は後にブルガリア工学アカデミーのエレナや科学者らに発掘されるまで、ブロビロヴォ村の教会で秘密に守られながら保存されていた。
レフティ
コミック『AVP： レフティーズ・リベンジ』に登場したプレデター。
闇市場でエイリアンの卵を分配しようとしていた、宇宙ステーション「アウトポスト」がエイリアンに襲われ全滅。宇宙ステーション「アウトポスト」に到着したブレアという女性だけが生き残り、彼女は船から脱出しようと弾薬やパーツを急いで漁っていたが、エイリアン狩りの為やって来たプレデターは彼女を追った。
彼女はこのプレデターの左目をなんとか負傷させ取り出した為、彼女は彼の事をレフティと呼んでいた。さらに彼の自爆装置も手に入れていた。彼女は「負けを認めようとしない人」なので、レフティは彼女の後を追った。
エイリアンと戦っている時、レフティもレイザー・ディスクだけでエイリアンに囲まれながらもうまく戦っていた。
後に彼女を助けたレフティはブレアと助け合う仲ともなった。
エイリアンVSプレデター ザ・ウェブのプレデター
コミック『AVP： ザ・ウェブ』に登場。宇宙船ヘラクレス号の乗組員達が出くわしたエイリアンと戦ったプレデター。
エイリアンVSプレデター アニュアル・パスートのプレデター
コミック『AVP： アニュアル・パスート』に登場したプレデター。
殖民惑星LV-426で実験により人間とエイリアンとのハイブリッドの変異された女性がゲリラ組織エロイーズのリーダーになり、入植地の当局に対して反乱を起こした。このプレデターはエイリアンの血も引く彼女を狩りの獲物として狙う。
エイリアンVSプレデター アニュアル・ヘルベントのプレデター
『AVP：アニュアル・ヘルベント』に登場したプレデター。
銀河辺境にある忘れられた地熱処理ステーションがあるカローン-13に現れた。
駐屯していた18人の乗組員の内、ボスのマーシャル、ジャスミン、ケナーの3人以外エイリアンに殺される。
生き残りの3人により繭に包まれていたプレデターが発見され目覚め自らの手で解放して復活した。
エイリアンVSプレデター エターナルのプレデター
コミック『AVP： エターナル』
1358年の中国の山中にプレデターの宇宙船が墜落した。万能薬と偽って多くの村民を騙して毒殺したペテン師のリー・ヤット・シーンが逃亡中に山で宇宙船を手に入れていた。彼はプレデターの死体からプレデターの血液が不老不死の鍵を握るという信念があった。
2025年にプレデターのDNAから700歳の長寿命を手に入れた彼はギデオン・シーン・リーと名を変え、日本の東京を拠点にプレデターのテクノロジーを兵器利用に企んでいた。エイリアンの卵を乗せた貨物が誤って東京に上陸した為、プレデターは狩りの獲物としてエイリアンを追っていた。
東京の地下鉄や下水道などでエイリアンと戦った。
エイリアンVSプレデター ブーティーのプレデター
同名コミック『AVP： ブーティー』に登場した2人のプレデター。
武器にスピアを装備していた。また三節棍のような節となる部分にトゲがる武器も装備しており、これは2本の三節棍のような武器を両壁に取り付けて、ネットを貼り付けるて、獲物を追い込んでネットで捕らえる事もできる武器である。
植民地海兵隊がクイーン・エイリアンを捕らえた為、2人のプレデターが狩りの獲物として海兵隊の宇宙船に忍び込み海兵隊を攻撃。宇宙船内に放たれた無数のエイリアンとも戦う。
人間側は貨物宇宙船のパイロットのシェルとノーリー、宇宙船の溶接作業をしていた女性のイーヴィの3人のみ生き残り、プレデターから逃げながら無数のエイリアンと戦った。
2人のプレデターはネットに体が掛かったクイーン・エイリアンを2人係で三節棍のような武器で雁字搦めにして捕らえた後、1人のプレデターがイーヴィに自分のフェイス・マスクを渡し、彼女が使っていた溶接面と交換して3人の前から去って行った。
エイリアンVSプレデター スリー・ワールド・ウォーのプレデター
同名コミック『AVP： スリー・ワールド・ウォー』に登場したプレデター達。
三鍬形の兜を被ったプレデターや、全身黒いプロテクターを身に付けているプレデターなど様々なプレデターが登場しており、プレデター同士の一族間の対立と地球の海兵隊も巻き込んだ3つの勢力による大規模な戦争に突入した。
エイリアンを兵器利用して首に鎖で繋いで猟犬のように飼育して飼い慣らしているプレデターも登場する。
何世紀も続く、恒星間の対立がプレデターの一族間であり、銀河支配を巡って対立していた。
ハンタープレデターの一族達の敵であるライバルのプレデター一族が密かにエイリアンを飼育し兵器利用していた。それは地球の人類の危機に陥っていた。
地球の植民地海兵隊は、エイリアンを兵器利用するハンターのライバル一族と戦争に突入し、地球に戻っていたプレデターと一緒に行動していた事もあるマチコ・ノグチを仲介にハンタープレデターの一族と交渉して同盟を築うとするが苦労していた。
不安定ながら植民地海兵隊と同盟を築いたハンタープレデターの一族達はエイリアンを兵器利用するライバルの一族達と戦った。
ターザンVSプレデター地底王国のプレデター
同名コミック『ターザンVSプレデター地底王国』でターザンが戦ったプレデター。地球の中心の地底にある原生林はターザンの神聖な場所であるが、プレデターの狩猟場でもあった。
地底のジャングルでプレデターはターザンと対決した。
時間調節ができる人間の手榴弾と似たようなグレネードを装備している。
バットマンが戦ったプレデター
コミック『バットマンVSプレデター』、『バットマンVSプレデターII』、『バットマンVSプレデターIII: ブラッドタイズ』でバットマンと戦ったプレデター達。
スーパーマンVSプレデターのプレデター
コミック『スーパーマンVSプレデター』でスーパーマンと戦ったプレデター。スターラボの遠征隊が中米のジャングルで遺棄されたプレデター1でダッチと戦ったプレデターの宇宙船を発見する。スーパーマンは宇宙船内を調査している時にエイリアンのウイルスに犯される。後に地球に襲来したプレデターが狩りの獲物としてスーパーマンを狙った。
スーパーマン&バットマンVSエイリアン&プレデターのプレデター
コミック『スーパーマン&バットマンVSエイリアン&プレデター』でスーパーマンとバットマンが戦った2人のプレデター。2人とも武器に斧を持っていた。
JLA VSプレデターのプレデター
コミック『JLA VSプレデター』でジャスティス・リーグのヒーロー達が戦ったプレデター。
プレデターVSジャッジ・ドレッドのプレデター
コミック『プレデターVSジャッジ・ドレッド』のプレデター。
頭部に左右4本ずつ並んだ6本のトゲが付いたフェイス・マスクを被っている。
リスト・ブレイドやショルダー・プラズマキャノンや、獲物を捕らえる為のハープーン・スピアという、発射させるとスピアの先端の鋭いトゲの付いた刃が強力な弦のような物で引っ張りながら飛んでいく武器を装備している。
メガシティ・ワンを舞台に、『ジャッジ・ドレッド』や『プレデター: コンクリートジャングル』のシェイファー（ダッチ・シェイファーの弟）の子孫であるジャッジ・シェイファーと戦った。
最後はジャッジ・ドレッドとの肉弾戦の死闘でサバイバルナイフが彼の胸を貫き死んだ。
1巻の表紙ではプレデターがジャッジ・ドレッドの服を着ていた。
エイリアンVSプレデターVSターミネーターのプレデター
コミック『エイリアンVSプレデターVSターミネーター』に登場したプレデター。
プレデターVSマグナス・ロボットファイターのプレデター
コミック『プレデターVSマグナス・ロボットファイター』で、マグナス・ロボットファイターと戦ったプレデター。
遥か未来の41世紀、このプレデターの貴重なトロフィーである、XOマノワーヘルメットを捜して、ノース・アムにやって来た。しかし、プレデターのトロフィーは盗まれる。プレデターのトロフィーであるXOマノワーヘルメットは「Goph」レベルのマグナスが手に入れる。その後、ノーザムで金持ち達がロボット狩りのスポーツハンティングを楽しんでいる時、トロフィーを取り戻す為、ノーザムにやって来たプレデターは、ロボット狩りをしている金持ち達を次々と襲い殺戮した。マグナスは殺戮を食い止める為、プレデターと対決。
エージェント・オフ・ローと戦ったプレデター
コミック『ダークホーススペシャル 狩猟の英雄：プレデターを攻撃！』のエージェント・オフ・ロー編に登場したプレデター。犯罪も貧困も無いクリーンでユートピアの街ゴールデンシティ。街のスーパーヒーローである、タイタンが悪に走り、市長であるグレースが行方不明となり、街を統治する為の新しい指導者が必要とした時、ゴールデンシティ支配の為、ローが現れる。プレデターはローを獲物として狙い、ゴールデンシティはプレデターの狩猟場と化した。
モーターヘッドと戦ったプレデター
コミック『ダークホーススペシャル 狩猟の英雄：プレデターを攻撃！』のモーターヘッド編に登場したプレデター。
大物を狩り、その頭を集める為、スチールハーバーに上陸し、モーターヘッドと戦った。
Xと戦ったプレデター
コミック『ダークホーススペシャル 狩猟の英雄：プレデターを攻撃！』のX編に登場したプレデター。
Xを狩りの獲物として見つけ、アルカディアでXを付け狙う。
ゴーストと戦ったプレデター
コミック『ダークホーススペシャル 狩猟の英雄：プレデターを攻撃！』のゴースト編に登場したプレデター。
フュージョンという超人的なプラズマ・ボルトの力を持つ男を捜していた。フュージョンは太陽の中心からそれらが吸い上げられていることを常に望んでいたが、失敗しプレデターは彼の首を切り落とした。
後にアルカディアで超常的なゴーストハンターの軍団と戦っている時、彼女を見つけ、ゴーストを追い詰める。しかし最後は彼女の銃で殺された。